# Dorsten

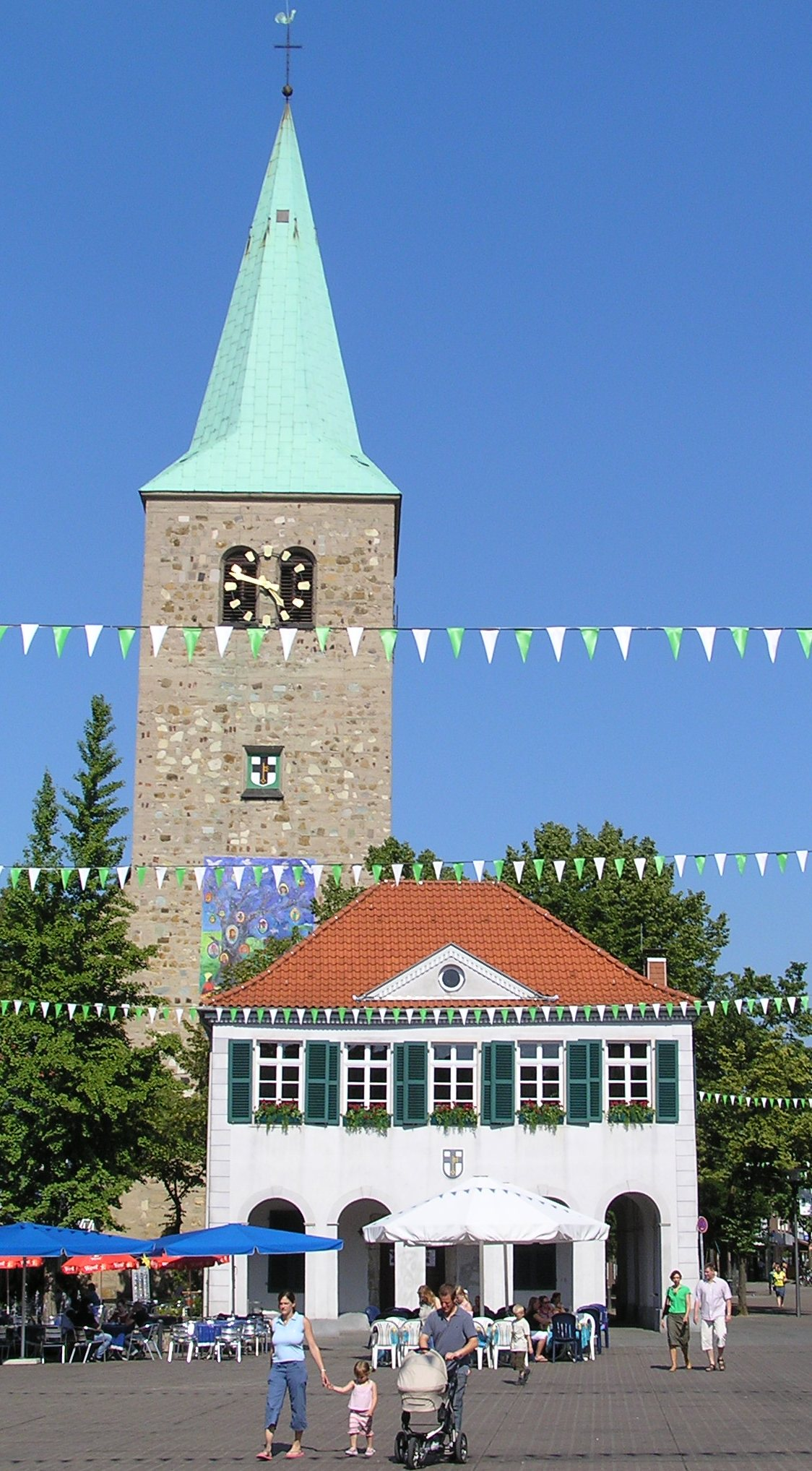
Altes Rathaus und St.-Agatha-Kirche

Die Stadt Dorsten liegt im Übergang zwischen dem äußersten Norden des Ruhrgebietes und dem südlichen Münsterland, im Land Nordrhein-Westfalen an der Lippe. Als kreisangehörige Stadt wird Dorsten im Regionalverband Ruhr (RVR) durch den Kreis Recklinghausen vertreten. Sie ist Teil der Metropolregion Rhein-Ruhr.
Die alte vestische Stadt Dorsten, welche südlich der Lippe lag, erhielt am 1. Juni 1251 die Stadtrechte durch den kurkölnischen Landesherrn und wurde im 20. Jahrhundert nach Norden um das Gebiet der ehemaligen fürstbischöflich-münsterischen Herrlichkeit Lembeck nördlich der Lippe erweitert.
Dorsten hatte am 31. Dezember 2018 76.383 Einwohner und ist mit 171,2 km² die flächenmäßig größte der zehn Städte im Kreis Recklinghausen. Überregional bekannt ist die Stadt auch für das Römerlager Holsterhausen.

## Geografische Lage

### Räumliche Lage

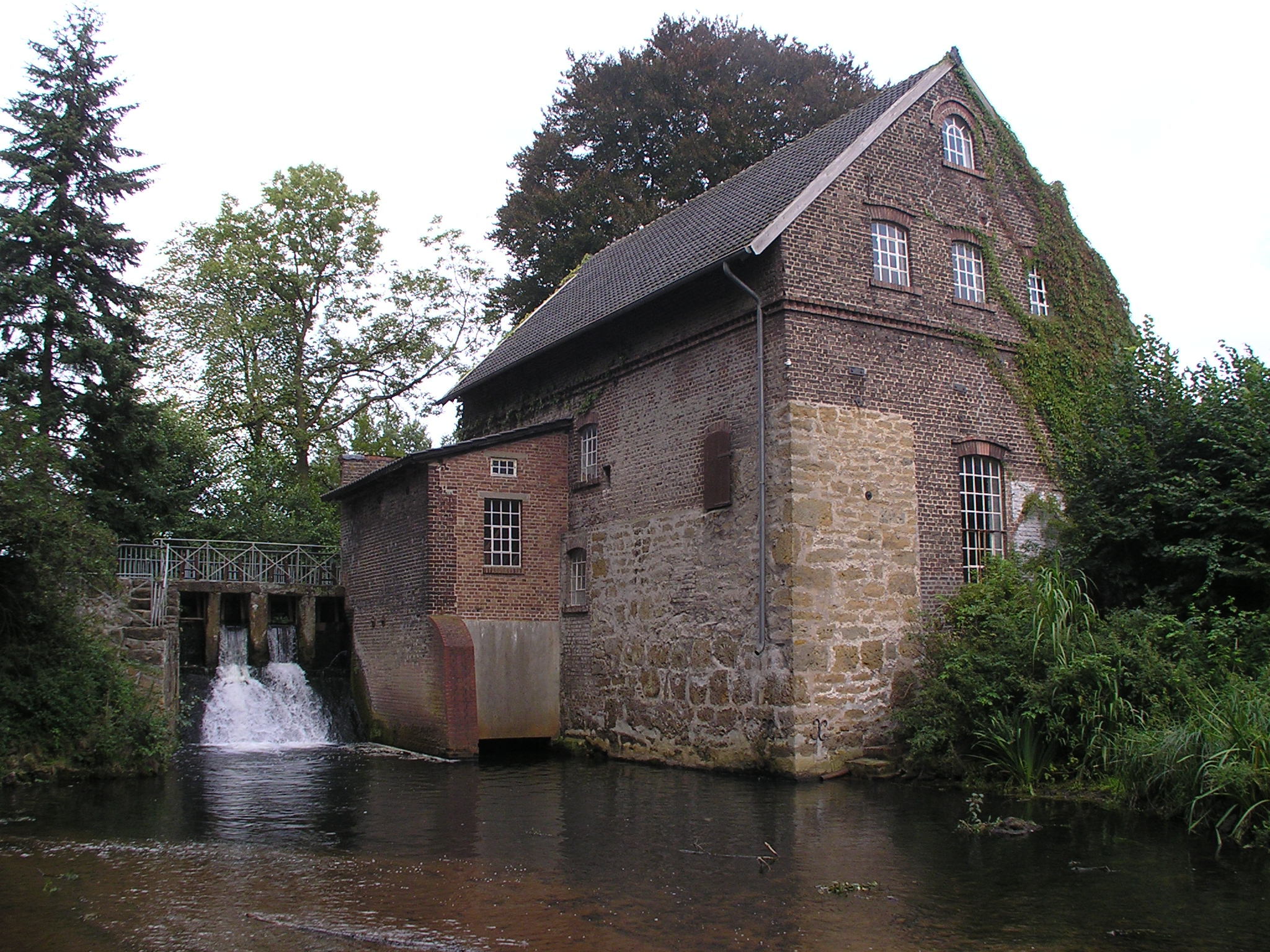
Tüshaus-Mühle

Die Stadt Dorsten liegt am Unterlauf der Lippe, etwa 24 km von der Mündung in den Rhein bei Wesel entfernt. Hans Lampen hat nach rund 1800 Bohrungen im gesamten Stadtgebiet in einer Veröffentlichung die These aufgestellt, dass Dorsten zu Anfang seiner Entstehung eine Insellage zwischen zwei Lippearmen besaß. So ist auf der Karte von Matthäus Merian auch der südlichere Altwasserarm der Lippe zu erkennen, welcher im Mittelalter Schölsbach hieß. Geologisch ist Dorsten interessant wegen des Zusammentreffens von verschiedenen Deckgebirgen: Im Westen eine Zone des marinen Tertiär und im Osten eine Zone des Mittel- und Obersanton. Im Südwesten der Stadt befindet sich die Kirchheller Heide, im Nordwesten der Dämmer Wald, im Norden die Üfter Mark und im Nordosten die Hohe Mark. Der Osten und Süden Dorstens ist weniger durch Wälder als durch landwirtschaftliche Familienbetriebe geprägt. In Dorsten beginnt die Metropolregion Rhein-Ruhr.

### Stadtgebiet
Das Stadtgebiet Dorsten hat eine Fläche von 171 km², eine maximale Ausdehnung von 11 km von West nach Ost und von 19,5 km von Nord nach Süd. Die höchste Erhebung ist der Galgenberg nordöstlich von Wulfen-Barkenberg mit 122 m über Normalnull, der niedrigste Punkt befindet sich mit 22 m über Normalnull an der Stelle, wo die Lippe das Stadtgebiet nach Schermbeck verlässt. Entwässert wird das Stadtgebiet über die Lippe. Ihr fließen die Bäche Hambach, Wienbach und Schölzbach zu. Der größte See ist der Blaue See im Osten des Stadtteils Holsterhausen, der unmittelbar an das Marienviertel im Westen Hervests grenzt. Vor allem in den nördlichen Stadtteilen wie Lembeck und Rhade ist die Landschaft von Weideland und Äckern geprägt. In den südlicheren Stadtteilen – vor allem in Hervest – nahm die Industrie und der Bergbau eine bedeutende Stellung ein. Wirtschaftliches und kulturelles Zentrum bildet die Altstadt südlich der Lippe und des Wesel-Datteln-Kanals. Zwischen den Stadtteilen liegen große Wälder wie „Der Hagen“ und die „Emmelkämper Mark“ die zur Üfter Mark und der Hohen Mark gehören.

### Flächennutzung
- 50 % Äcker, Weideland
- 27 % Wald
- 11 % Gebäude und Hofflächen
- 7 % Öffentliche Straßen, Wege, Plätze
- 3 % Sonstige Flächen
- 2 % Gewässer
- 0,2 % Heide, Moor, Abbau- und Brachflächen

Etwa 5 % des Stadtgebietes (853,2 ha = 8,532 km²) sind als Naturschutzgebiet ausgewiesen. Die größten Schutzgebiete sind die Lippeauen (421,8 ha) und die Rhader Wiesen (204 ha).

### Stadtgliederung

Stadtgliederung Dorstens

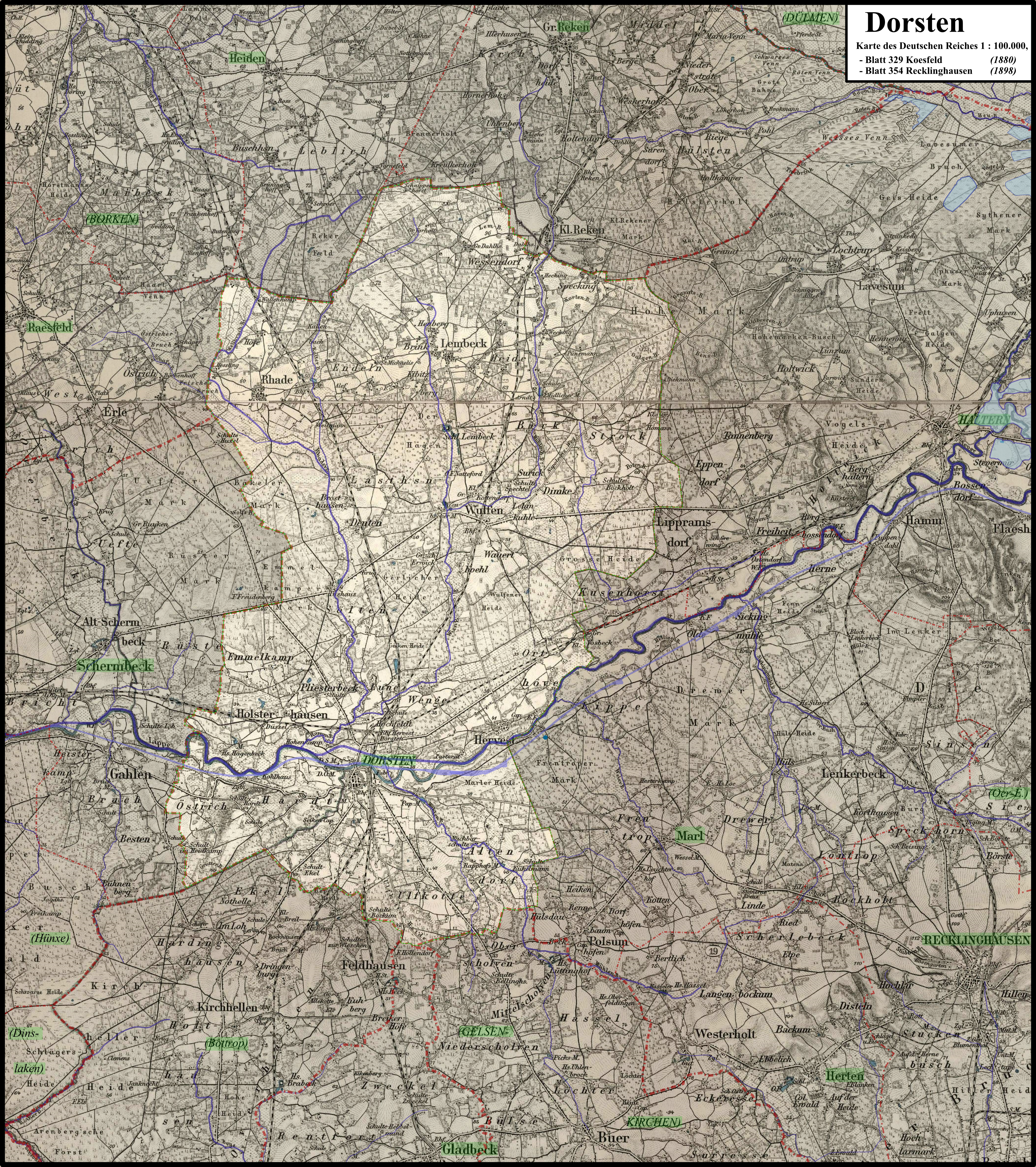
Karte des Deutschen Reiches 1 : 100.000 des heutigen Dorstener Gebietes Ende des 19. Jahrhunderts;
die Feldmark kam 1841, Hardt 1929, Holsterhausen und Hervest 1943 zur Stadt; erst 1975 folgten Lembeck, Rhade und Wulfen (mit Deuten) sowie der Osten von Altschermbeck (Bauerschaft Emmelkamp) und der Östrich

Das Stadtgebiet gliedert sich in die folgenden Stadtteile mit Einwohnerzahlen (Stand: 31. Dezember 2018) in Klammern:
- Altendorf-Ulfkotte (1.939)
- Altstadt (4.156)
- Deuten (1.640)
- Feldmark (7.845)
- Hardt (7.553)
- Hervest (13.050)
- Holsterhausen (13.708)
- Lembeck (5.288)
- Östrich (2.025)
- Rhade (5.454)
- Wulfen (Altwulfen und Barkenberg) (13.725)

Bezogen auf die Grenzen des 19. Jahrhunderts ergäbe das:
- Stadt Dorsten in den Grenzen von 1841 bis 1929 (11.813)
- 1929 und 1975 hinzugekommene Ortsteile links der Lippe (11.719)
- Ehemalige Herrlichkeit Lembeck (52.538)

Das heißt insbesondere, die Einwohner der einst links der Lippe gelegenen Stadt leben heute mit deutlicher Mehrheit rechts der Lippe; indes lebt die Mehrheit der Bevölkerung heute durchaus rund um den Dorstener Stadtkern – nur eben beiderseits der Lippe und zu großen Teilen auf Gebieten der ehemaligen Lembecker Herrlichkeit (Holsterhausen und Hervest):
- Erweiterte Kernstadt = Stadt Dorsten in den Grenzen der Jahre zwischen 1943 und 1975 (46.031)
- Ländlichere Gebiete links der Lippe (4.042)
- Wulfen (13.576)
- Ländlichere Gebiete rechts der Lippe (12.421)

Die eigentliche Altstadt ist auf der Preußischen Neuaufnahme von 1894 gut erkennbar: Sie liegt komplett rechts des alten Unterlaufs („Schölzbach“) des Schölsbachs, von dem damals noch nicht die mehrheitliche Wassermenge zu Rapphofs Mühlenbach umgeleitet worden war; ferner liegt sie südlich der damaligen leichten Lippeschleife, die exakt der heutigen Kanalschleife entspricht, da die Lippe zwischen Marl und der Mündung des Hammbachs in Holsterhausen beim Bau des Datteln-Hamm-Kanals nach Norden verlegt und ihrer Schleifen beraubt wurde. Das heißt insbesondere, dass die „Insel“ zwischen Kanal und Fluss, auf der heute Stadtbibliothek, Volkshochschule, Hallenbad und diverse Sportanlagen liegen, auf altem Holsterhäuser und Hervester Gebiet steht. Der heutige statistische Bezirk „Altstadt“ entspricht in etwa der Kernstadt um 1936, zwischen Errichtung des Kanals (bis 1930) und der Eingemeindung der beiden nördlichen Nachbarstadtteile (1943).

### Nachbargemeinden
Folgende Gemeinden und Städte grenzen an Dorsten – im Uhrzeigersinn beginnend im Norden genannt:
Reken (Kreis Borken), Haltern am See und Marl (beide Kreis Recklinghausen) sowie Gelsenkirchen (kreisfreie Stadt), Gladbeck (Kreis Recklinghausen), Bottrop (kreisfreie Stadt), Schermbeck (Kreis Wesel) und Raesfeld (Kreis Borken).

## Geschichte

### Frühe Geschichte
Die Region Dorsten muss schon sehr früh besiedelt gewesen sein, wie eindrucksvolle archäologische Fundplätze im ganzen Stadtgebiet bezeugen. Beispielhaft seien die Funde im Dorstener Stadtteil Deuten-Sölten genannt, wo man auf einem Bestattungsfeld mit einer Fläche von 4,2 km² Urnen aus der Jungsteinzeit, sowie 124 Urnen aus der Bronzezeit gefunden hat.
Das erste mit Namen bekannte Volk, welches in der Dorstener Region siedelte, waren die Sugambrer, die im 1. Jahrtausend v. Chr. entstanden waren und erste bäuerliche Siedlungen im ganzen Stadtgebiet mit Zentrum entlang der Lippe hinterlassen haben. Dieses Zusammenleben im Gebiet der Sugambrer wurde erstmals durch die römischen Feldzüge des Marcus Lollius um 18 v. Chr. gestört, wobei die Römer allerdings eine schwere Niederlage, die später unter dem Namen Clades Lolliana bekannt wurde, hinnehmen mussten. Erst unter Drusus ab 12 v. Chr. konnten die Römer ihren Ordnungsanspruch über die Sugambrer durchsetzen, wobei Drusus nach Cassius Dio (Cass. Dio. 54, 33) auf seinem Rückzug von der Weser an der „Vereinigung von Lippe und Elison“ das Kastell Aliso errichtete. Einige Forscher sind der Ansicht, dass es sich bei dem Kastell Aliso um das Römerlager Holsterhausen in Dorsten handelt. Im „Holsterhauser Feld“ und beim Kreskenhof wurden seit 1952 mehrere römische Marschlager aus den Jahren von 11 vor bis 16 nach Chr. entdeckt. Die Anlage in Holsterhausen hat ähnlich große Dimensionen wie das Römerlager Oberaden, das die meisten Forscher mit Aliso identifizieren. Gesichert ist die Lokalisierung von Aliso bisher nicht. Für die Römer hatte die Lippe eine hohe Bedeutung, wegen des Nachschubs bei den römischen Expeditionen an Weser und darüber hinaus.
Nach dem Tode von Drusus im Jahr 9 v. Chr. erhielt sein Bruder Tiberius das Kommando und begann die Unterwerfung der Sugambrer durch Deportation von ungefähr 40.000 Sugambrern westwärts an den Niederrhein. Durch diese Ausdünnung des sugambrischen Volkes hielten die verbliebenen Sugambrer den seit längerer Zeit währenden Druck der Brukterer aus dem Gebiet nördlich der Lippe nicht stand und gingen im neu entstandenen Boroktragau unter. In der Folgezeit gab es durchziehende Expeditionen und Feldzüge des L. Domitius Ahenobarbus, M. Vinicius und in den Jahren nach 4 n. Chr. nochmal von Tiberius um Aufstände der Germanen niederzuwerfen. Schließlich folgte auch Varus mit einem Feldzug, der zur Varusschlacht im Herbst des Jahres 9 n. Chr. einmündete und mit dem Ergebnis, dass der Einfluss der Römer im Boroktragau, der sich bis nach Werl erstreckte, stark eingedämmt wurde. In der Folgezeit verfestigte sich die natürliche Grenze des Chaisischen Waldes zu einer Völkergrenze, so dass die Brukterer seitdem fast ungestört in dem Gebiet bei Dorsten leben konnten.
In der Spätantike bis zum Ende des 5. Jahrhunderts entstand nördlich der heutigen Lippe am Kleinen Hohefeld ein Drubbel mit vermutlich sechs Höfen, welcher den Namen „Durstina“ trug. Zeitgleich entsteht südlich der heutigen Lippe die Einzelhofsiedlung „Durstinon“.

### Mittelalter
Um 693 begann die langsame Invasion der Sachsen aus dem Norden, was schließlich dazu führte, dass die stärker römisch geprägten Franken aus dem Westen nun aktiver die zu den Franken zählenden Brukterer unterstützten. Dies geschah zum einen kulturell durch die vom Erzbistum Köln geleitete nun stattfindende christliche Missionierung durch Suitbert und andere Missionare und zum anderen durch militärische Hilfe des nun entstandenen Frankenreiches. Seit dieser Zeit gehörte die gesamte linkslippische Region (d. h. alles südlich der Lippe) kirchlich gesehen zum Erzbistum Köln. Immer häufigere Verwüstungen der Sachsen in der Region führten schließlich seit 714 über militärische Gegenoperationen der Franken unter Karl Martell zu den späteren offenen Sachsenkriege Karls des Großen, bis das Gebiet schließlich endgültig wieder fränkisch wurde.
Lokal entstand durch Einsetzen eines fränkischen Gefolgsmannes, eines sogenannten Edelfreien, im 8. Jahrhundert mit dem Hof Bergkamp (heute steht dort das Krankenhaus) der Mittelpunkt einer Grundherrschaft der Region Dorsten und Gahlen. 911 n. Chr. gelangt dann einer der zu Bergkamp gehörenden Höfe, der „Leemwysche“ der Siedlung „Durstinon“, als Schenkung an das Kloster Werden. Im 11. Jahrhundert ging der Oberhof Bergkamp, auch wegen seines Wassergrabens „Gräftenhof“ genannt, mit allen Unterhöfen an das St. Viktorstift in Xanten. Aus diesem Grund trat nun für Dorsten eine weitere Person in Erscheinung: Der Vogt über das St.-Viktor-Stift in Xanten, der Graf von Kleve. Die Grafen und späteren Herzöge konnten in Zukunft für sich Zugeständnisse in der Region um Dorsten vom Kölner Kurfürsten und Landesherrn vertraglich vereinbaren. Die ab 1175 vom Kölner Kurfürsten und Landesherrn im Einvernehmen mit dem Grafen von Kleve zur Freiheit (es gibt unterschiedliche Ansichten dazu) erhobene Siedlung „villa Durstine“ hatte zwischen 1176 und 1179 den ersten namentlich genannten Priesters, welcher Heinrich hieß.

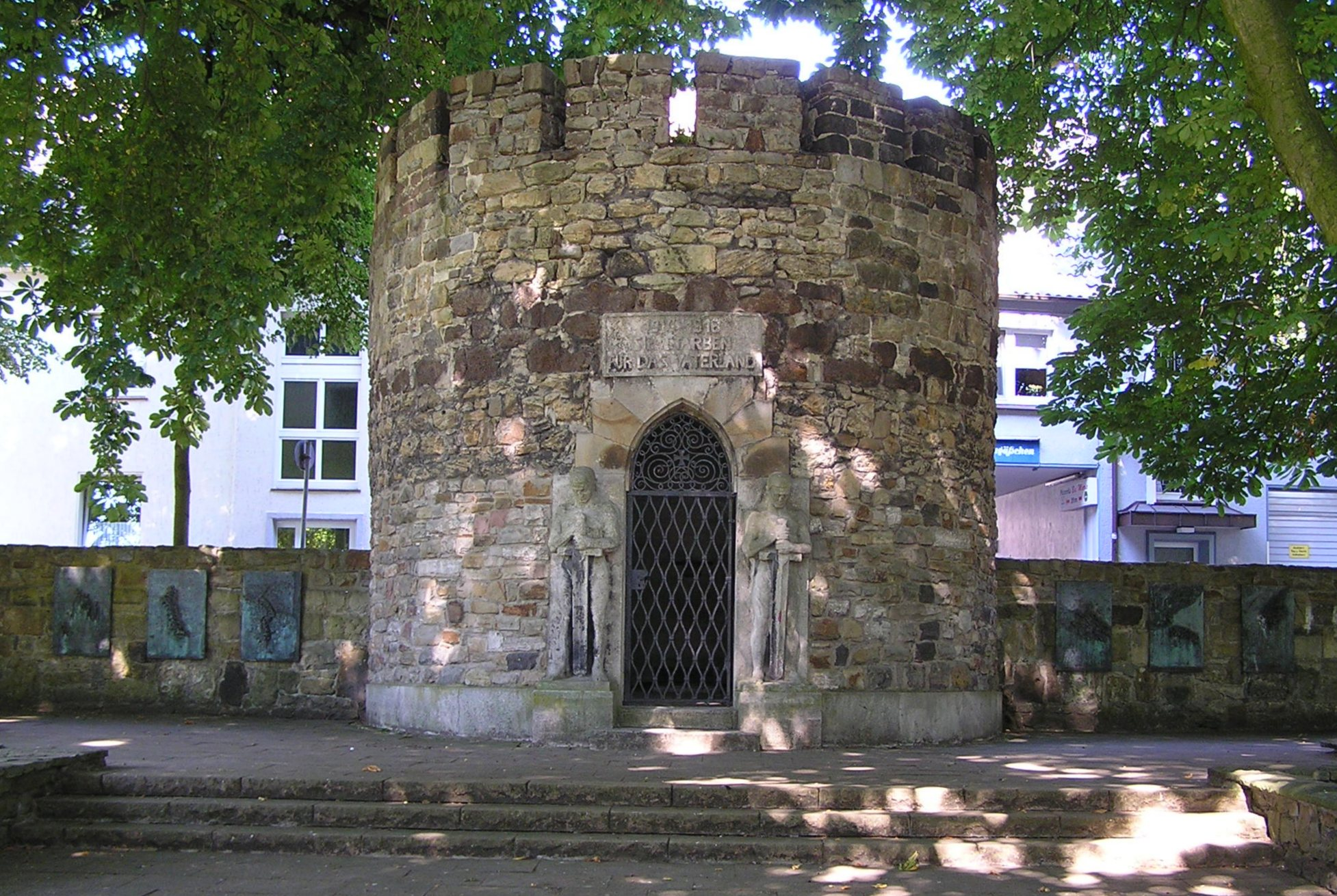
Ehemaliger Wehrturm im Westen der Altstadt; heute Kriegerdenkmal

Die noch junge Siedlung wuchs dabei vor allem wegen der günstigen Lage an der Lippe (Durstine hatte lange Zeit die einzige Lippebrücke zwischen Wesel und Haltern) und der sich hier kreuzenden wichtigen Fernhandelswege nach Köln über Bottrop, den Weg nach Essen, nach Münster und nach Recklinghausen. 1251 verlieh der Kölner Erzbischof Konrad von Hochstaden wieder im Einvernehmen mit den Klever Grafen den Dorstenern das Recht, ihren Ort durch eine Mauer zu schützen (lat.: „concedimus muniri“) und damit Stadtrecht. Dies diente nicht nur der Stadt, sondern ebenso der Sicherung seines Territoriums an der Lippe, welches nun als Vest Recklinghausen bekannt wurde. 1260 war die Befestigung von etwa 3,5 ha Stadtgebiet mit Graben- und Erdwallanlagen sowie einem hölzernen Palisadenzaun auf der Wallkrone abgeschlossen. 1275 wurde in Dorsten eine Münzstätte eingerichtet, die „Dorstener Pfennige“ – 1,35 g schwere Silbermünzen – prägte. Die Stadt wuchs durch den Zuzug von Umlandbewohnern aus Kirchhellen, Erle, Hervest und Lippramsdorf, die den Schutz und Privilegien der Stadt suchten. Etwa 1334 entstand die erste Stadtmauer die etwa 11,8 ha einfriedete. Nach Streitigkeiten um die rechte Nachfolge des Erzbischofs von Köln schwor die Stadt Dorsten schließlich neben Recklinghausen am 30. Juni 1371 Friedrich von Saarwerden den Treueid. Zum Ende des Mittelalters im Jahr 1488 gründeten die Franziskaner ein Kloster, welches bis heute besteht.
Durch die Lage an der Lippe wurde die Stadt im 14. Jahrhundert Mitglied der Hanse und wurde auf den Hansetagen durch die Freie Reichsstadt Dortmund vertreten. Besonders durch Handel und Schiffbau erlangte Dorsten großen Reichtum und wurde dadurch zur reichsten Stadt des Vestes Recklinghausen.

### Frühe Neuzeit

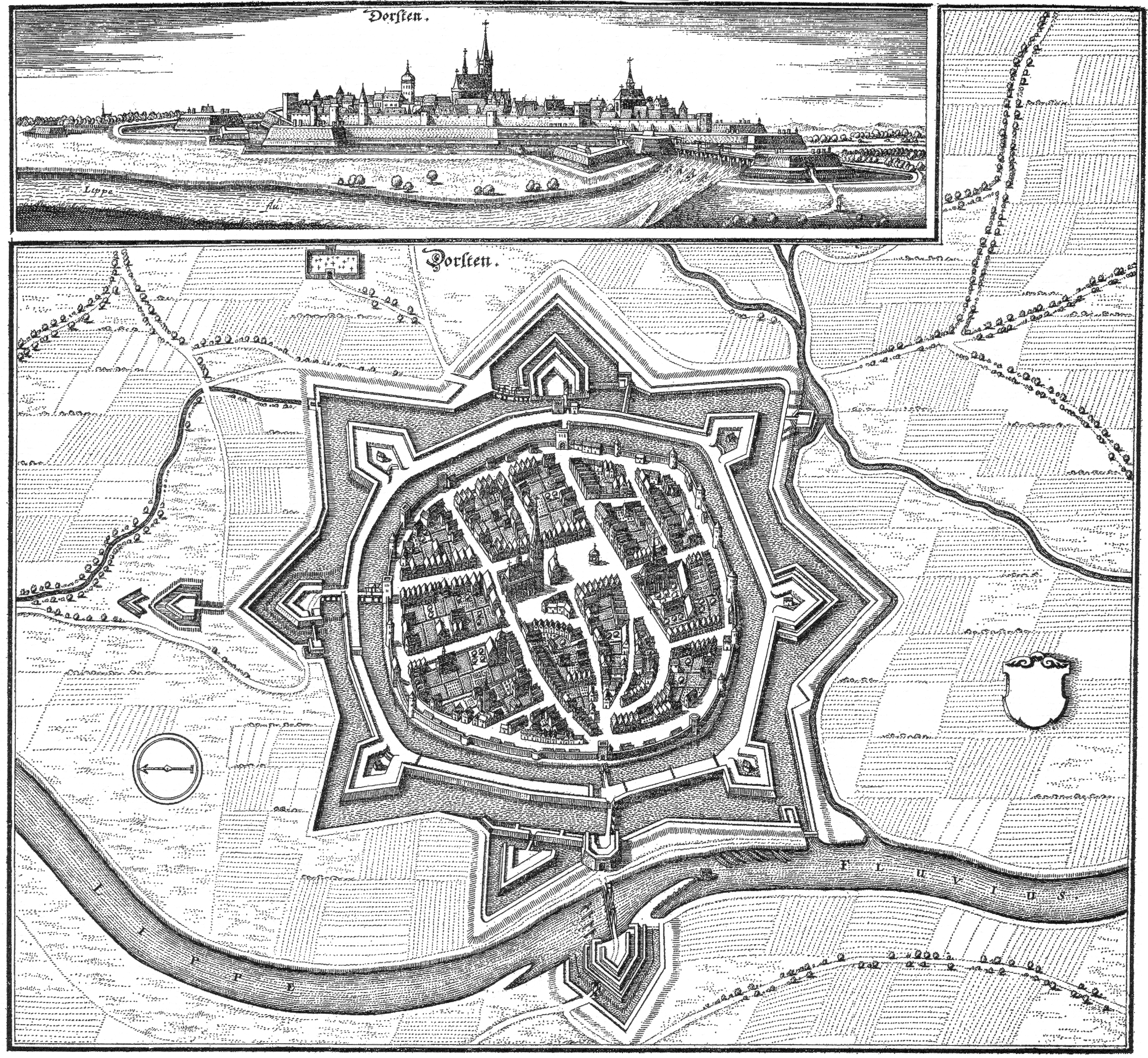
Dorsten 1633 (nach Süden orientiert)

1567 wurde die Waage am Marktplatz erbaut, die später auch als Rathaus diente. In der Zeit der Hexenverfolgungen sind für Dorsten aus den Jahren 1588 und 1589 mehrere Hexenprozesse dokumentiert. Besonders bekannt wurde das Schicksal von Margarethe Burich, Dorstener Bürgermeistersfrau, die im September 1588 bei der Folter verstarb. Im Achtzigjährigen Krieg wurde Dorsten 1590 von niederländischen Truppen erobert.
Während der Religionskriege zum Ende des 16. Jahrhunderts und vor allem während des Dreißigjährigen Krieges gerieten Handel und Verkehr ins Stocken, die Hanse zerbrach. 1641 kam es zur Belagerung von Dorsten. 1642 wurde das Gymnasium Petrinum errichtet. 1699 gründete sich das Kloster der Ursulinen mit angeschlossenem Mädcheninternat. Dorsten wurde bis ins 18. Jahrhundert immer wieder von Truppen verschiedener Mächte belagert. Als im Zuge des Ersten Koalitionskrieges französische Truppen Ende 1794 über den Rhein setzten, floh der Kölner Kurfürst-Erzbischof Maximilian Franz zunächst nach Dorsten.
1794 gab es in Dorsten 80 Schiffsbaumeister. Ihre Werften waren unterhalb der Stadtmauer am linken Lippeufer aufgereiht. Bis in die Mitte des 19. Jahrhunderts war der Schiffbau ein für die Stadt bedeutendes Gewerbe. Die Blütezeit des Dorstener Schiffsbaus waren die Jahrzehnte von 1830 bis 1850.
Dem Reichsdeputationshauptschluss vom 25. Februar 1803 zufolge fiel Dorsten – wie das Vest Recklinghausen insgesamt – an das Herzogtum Arenberg-Meppen. 1808 löste Herzog Prosper Ludwig von Arenberg den Dorstener Stadtrat auf und setzte stattdessen zwei Bürgermeister ein. Dem 1. Bürgermeister oblagen alle Amtsgeschäfte bis auf die Aufsicht über die Feuerwehr und die städtischen „Büsche“ (= Waldbestände), womit der 2. Bürgermeister betraut war.
1816 wurde Dorsten preußisch und als Bürgermeisterei Dorsten Teil des neugebildeten Kreises Recklinghausen, der im Wesentlichen dem Gebiet des Vest Recklinghausen und der Herrlichkeit Lembeck entsprach.

### Moderne und Industrialisierung
Erst mit der industriellen Revolution in der Mitte des 19. Jahrhunderts erholte sich die Stadt von den Kriegen und Belagerungen. Diverse Industriezweige hielten Einzug in die Stadt, darunter Maschinenspinnerei, -weberei und Eisengießerei. 1912 begann der Steinkohlenbergbau unter Dorsten: Die Schächte Baldur I und II in Holsterhausen förderten Steinkohle. Wegen der allgemeinen Inflation und Absatzschwierigkeiten wurde die Zeche Baldur 1931 untertägig mit der Zeche Fürst Leopold in Hervest verbunden. Im gleichen Jahr wurde der Wesel-Datteln-Kanal eröffnet.

### Nationalsozialismus und Zweiter Weltkrieg

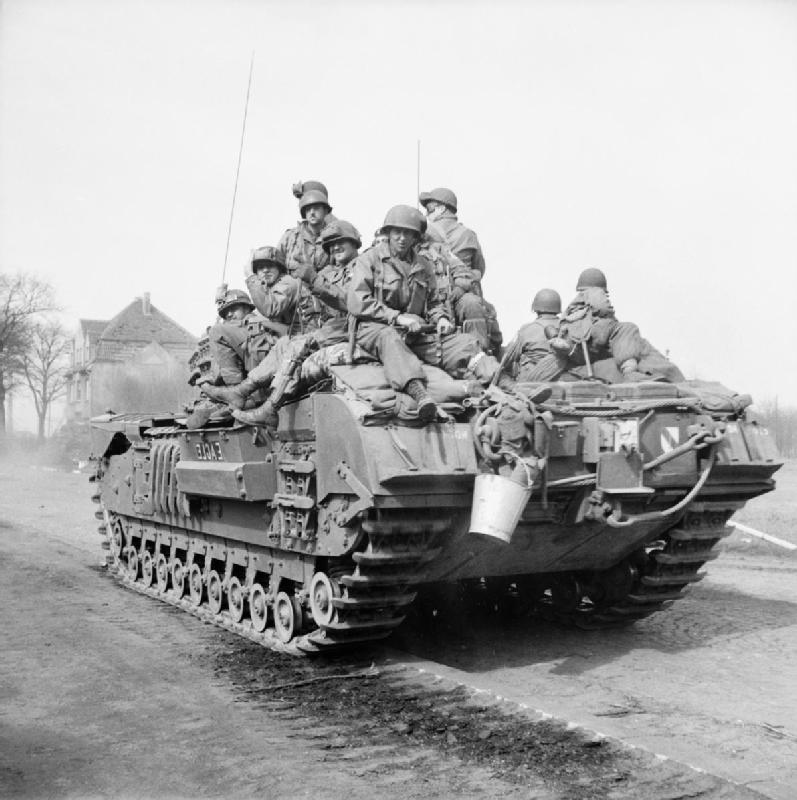
Amerikanische Fallschirmjäger fahren am 29. März 1945 auf einem britischen Churchill-Panzer durch Dorsten.

Obwohl auch 1933 das katholische Zentrum in Dorsten noch die stärkste politische Kraft war, hatte die Nationalsozialistische Deutsche Arbeiterpartei (NSDAP) genügend Zugewinne erzielt, um auch hier die nationalsozialistische „Machtergreifung“ zu betreiben. Der gewählte Bürgermeister Franz Lürken wurde aus dem Amt gedrängt und durch Josef Gronover (NSDAP) ersetzt. Am 5. Juli 1933 löste sich die örtliche Zentrumspartei auf. Das politische Leben in Dorsten war damit weitgehend gleichgeschaltet.
Während des Zweiten Weltkrieges gab es in Dorsten ein Kriegsgefangenenlager und ein Arbeitserziehungslager der SS bei der Firma Krupp. Im Stadtgebiet befanden sich schwere Großkampfbatterien des Flakregiments 46 der 3. Flakdivision in Ulfkotte, Gleisdreieck und Wulfen mit bis zu 18 Geschützen 8,8 cm und 10,5 cm Flak. Sie verhinderten nicht, dass die historische Altstadt am Ende des Krieges zu 80 % zerstört war. Nur wenige Tage vor Kriegsende, am 22. März 1945, richtete ein letzter Luftangriff schwere Schäden an. Sieben Tage später marschierten US-amerikanische Truppen in Dorsten ein und übernahmen die Verwaltung der Stadt.
Wenige Wochen später kam Dorsten zur Britischen Besatzungszone.

### Nach 1945
Das Städtebauprojekt Neue Stadt Wulfen wurde in den 1960er Jahren entwickelt und teilweise gebaut.
1978 wurden große Teile der Altstadt zur Fußgängerzone ausgebaut.
1997 demonstrierten die Bergarbeiter der Zeche „Fürst Leopold“ mit wochenlangen Mahnwachen für die Erhaltung des Bergwerks. Die Förderung in Dorsten wurde 2001 schließlich eingestellt. Bis Ende 2009 wurde jedoch weiter im Bereich um Altendorf-Ulfkotte Kohle abgebaut und vom Bergwerk Lippe am Förderstandort „Westerholt“ zu Tage gefördert.
Seit dem Ende der 1990er Jahre prägt der Strukturwandel die Stadt. Die Stadt versucht dabei ihr touristisches Profil als „Kleine Hansestadt an der Lippe“ und „Brücke zwischen Münsterland und Ruhrgebiet“ zu stärken. Maßnahmen zur Wirtschaftsförderung bündelt die städtische Wirtschaftsförderungsgesellschaft „Windor“.

### Eingemeindungen
- 1. August 1929: Ortsteil Hardt der Gemeinde Gahlen[30] (seither Fluren 59–65 der Gemarkung Dorsten),[31][32][7][33] ehemaliger Kreis Dinslaken
- 1. April 1943: Gemeinden Hervest und Holsterhausen[30]
- 1. Januar 1975:[34][35][33]
  - Gemeinde Altendorf-Ulfkotte (ohne die heutige Flur 152 der Gemarkung Buer, Nordzunge von Scholven)
  - Gemeinde Lembeck (ohne die heutige Flur 006 der Gemarkung Klein Reken)
  - Gemeinde Rhade
  - Gemeinde Wulfen (mit Deuten)
  - von Gahlen der Östrich (heutige Fluren 66–71 der Gemarkung Dorsten)
  - von Altschermbeck die Bauerschaft Emmelkamp (heutige Fluren 74–79 der Gemarkung Dorsten im Nordosten des Stadtteils Holsterhausen)
  - von Kirchhellen:[36]
    - Nordosten der Bauerschaft Ekel (heutige Flur 80 der Gemarkung Dorsten, Stadtteile Hardt und Feldmark)
    - Norden der Bauerschaft Feldhausen (heutige Flur 81 der Gemarkung Dorsten; Siedlung Tönsholt am ehemaligen Gefangenenlager und früheren Standort von Haus  Fettenbocholt, Stadtteil Altendorf-Ulfkotte)

  - von Lippramsdorf die Hohe Heide im Westen der Bauerschaft Kusenhorst (heutige Fluren 83–88 der Gemarkung Dorsten, größtenteils Stadtteil Wulfen)

Ämter
1929 wurden die Ämter Lembeck (Lembeck, Hervest und Wulfen) und Altschermbeck (Holsterhausen, Hardt und Rhade) zum Amt Hervest-Dorsten vereinigt. Die Altstadt wurde am 1. April 1937 unter Wahrung ihrer bisherigen Stadtrechte in das Amt eingegliedert. Am 1. Januar 1975 wurde das Amt Hervest-Dorsten im Zuge der Gebietsreform in Nordrhein-Westfalen aufgelöst. Sein Rechtsnachfolger ist die Stadt Dorsten.

### Einwohnerstatistik
Im Mittelalter und am Beginn der Neuzeit hatte Dorsten nur wenige hundert Einwohner. Die Bevölkerung sank durch die vielen Kriege, Seuchen und Hungersnöte immer wieder. So verlor Dorsten durch die Pest von 1350, 1459, 1587 und 1599 zahlreiche Bewohner. Auch im Dreißigjährigen Krieg (1618–1648) hatte der Ort Einwohnerverluste zu beklagen. Erst durch die Industrialisierung und zahlreiche Eingemeindungen im 20. Jahrhundert beschleunigte sich das Bevölkerungswachstum.
Nach der 1943 erfolgten Eingliederung von Hervest (8.454 Einwohner 1939) und Holsterhausen (6.225 Einwohner 1939) stieg die Einwohnerzahl von Dorsten von 10.000 im Jahre 1939 auf 25.000 im Jahre 1945. Die Eingemeindung zahlreicher Orte am 1. Januar 1975 brachte einen Bevölkerungszuwachs um 25.000 Personen auf 65.000 Einwohner. Am 30. Juni 2005 betrug die „Amtliche Einwohnerzahl“ für Dorsten nach Fortschreibung des Landesamtes für Datenverarbeitung und Statistik Nordrhein-Westfalen 79.807 (nur Hauptwohnsitze und nach Abgleich mit den anderen Landesämtern).
Die folgende Übersicht zeigt die Einwohnerzahlen nach dem jeweiligen Gebietsstand. Bis 1818 handelt es sich meist um Schätzungen, danach um Volkszählungsergebnisse (¹) oder amtliche Fortschreibungen des Statistischen Landesamtes. Die Angaben beziehen sich ab 1871 auf die „Ortsanwesende Bevölkerung“, ab 1925 auf die Wohnbevölkerung und seit 1987 auf die „Bevölkerung am Ort der Hauptwohnung“. Vor 1871 wurde die Einwohnerzahl nach uneinheitlichen Erhebungsverfahren ermittelt.
| Jahr  | Einwohner |
| ----- | --------- |
| 1250  | 90        |
| 1270  | 280       |
| 1432  | 800       |
| 1548  | 1.800     |
| 1600  | 2.000     |
| 1700  | 1.800     |
| 1818  | 2.304     |
| 1828¹ | 2.406     |
| 1840¹ | 2.866     |
| 1843¹ | 2.888     |
| 1849¹ | 3.051     |
| 1855¹ | 3.105     |

| Jahr  | Einwohner |
| ----- | --------- |
| 1858¹ | 3.265     |
| 1871¹ | 3.232     |
| 1880¹ | 3.379     |
| 1885¹ | 3.336     |
| 1890¹ | 3.654     |
| 1895¹ | 4.234     |
| 1900¹ | 5.103     |
| 1905¹ | 5.875     |
| 1910¹ | 7.073     |
| 1925¹ | 8.506     |
| 1933¹ | 10.319    |
| 1939¹ | 10.332    |

| Jahr  | Einwohner |
| ----- | --------- |
| 1945  | 24.577    |
| 1946¹ | 24.707    |
| 1950¹ | 27.945    |
| 1956¹ | 32.527    |
| 1961¹ | 36.323    |
| 1965  | 39.044    |
| 1970¹ | 39.671    |
| 1974  | 40.301    |
| 1975  | 65.718    |
| 1980  | 70.287    |
| 1985  | 72.945    |
| 1987¹ | 73.744    |

| Jahr | Einwohner |
| ---- | --------- |
| 1990 | 78.035    |
| 1995 | 80.735    |
| 2000 | 81.063    |
| 2005 | 79.639    |
| 2010 | 76.775    |
| 2012 | 76.030    |
| 2013 | 75.547    |
| 2016 | 75.196    |
| 2017 | 75.252    |
| 2020 | 74.515    |
| 2021 | 74.489    |
| 2022 | 76.720    |

¹ Volkszählungsergebnis

### Konfessionsstatistik
In Dorsten zeigt sich zwischen 2011 und 2022 ein deutlicher Rückgang der christlichen Religionszugehörigkeiten. Der Anteil der katholischen Bevölkerung sank um 6,2 Prozentpunkte, und auch der evangelische Anteil nahm um 3,6 Prozentpunkte ab. Gleichzeitig stieg der Anteil der Menschen ohne Religionszugehörigkeit oder einer anderen als katholisch und evangelisch, erheblich – von 22,6 % im Jahr 2011 auf 32,4 % im Jahr 2022.

## Politik

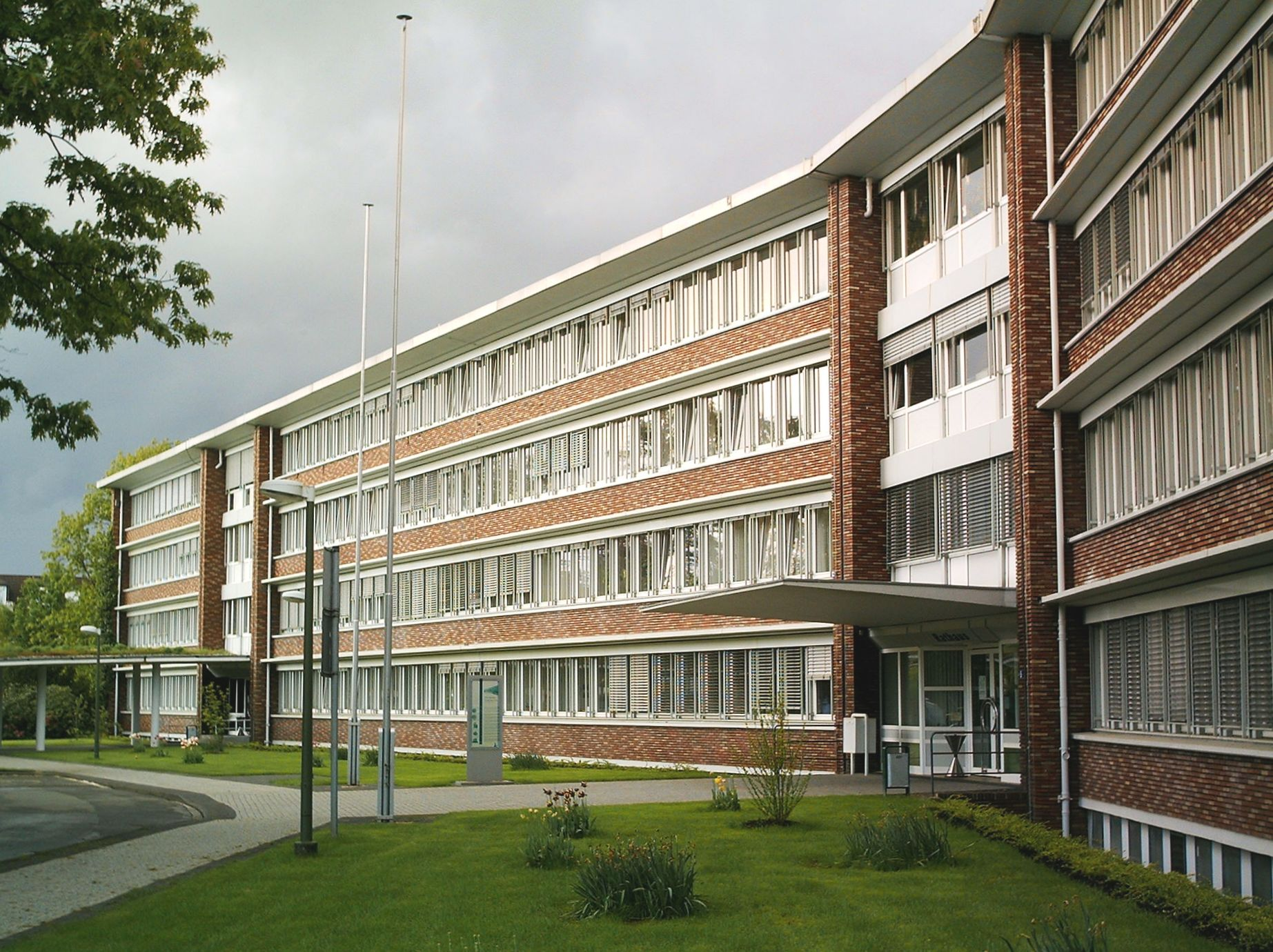
Das Dorstener Rathaus

### Ergebnisse der Kommunalwahlen 2020 in Dorsten
Die Sitze im Stadtrat verteilen sich nach dem Ergebnis der Kommunalwahl 2020 folgendermaßen auf die einzelnen Parteien:
| Partei | Stimmen | % (2020) | % (2014) | +/-      | Sitze (2020) | Sitze (2014) | +/- |
| --- | ------- | -------- | -------- | -------- | ------------ | ------------ | --- |
| CDU | 17.829  | 53,0 %   | 46,3 %   | + 6,7 %  | 23           | 21           | + 2 |
| SPD | 6.144   | 18,3 %   | 34,3 %   | - 16,0 % | 8            | 15           | - 7 |
| Bündnis 90/Die Grünen | 4.587   | 13,6 %   | 7,1 %    | + 6,5 %  | 6            | 3            | + 3 |
| AfD | 2.077   | 6,2 %    | 0,0 %    | + 6,2 %  | 3            | 0            | + 3 |
| Die PARTEI | 1.188   | 3,5 %    | 0,0 %    | + 3,5 %  | 2            | 0            | + 2 |
| Die LINKE | 934     | 2,8 %    | 4,7 %    | - 1,9 %  | 1            | 2            | - 1 |
| FDP | 911     | 2,7 %    | 4,7 %    | - 2,0 %  | 1            | 2            | - 1 |
| Gültige Stimmen | 33.670  |          |          |          |              |              |     |
| Ungültige Stimmen | 266     |          |          |          |              |              |     |
| Stimmen Insgesamt | 33.936  |          |          |          | 44           | 44           | ± 0 |
| Wahlberechtigte Insgesamt | 62.359  | 54,4 %   | 51,1 %   | + 3,3 %  |              |              |     |
| Ratswahl 13.09.2020 DorstenWahlbeteiligung von 54,4 % 6050403020100 53,0 %18,3 %13,6 %6,2 %3,5 %2,8 %2,7 % CDUSPDGrüneAfDPARTEILinkeFDPGewinne und Verlusteim Vergleich zu 2014 %p 8 6 4 2 0 −2 −4 −6 −8−10−12−14−16+6,7 %p−16,0 %p+6,5 %p+6,2 %p+3,5 %p−1,9 %p−2,0 %pCDUSPDGrüneAfDPARTEILinkeFDP |         |          |          |          |              |              |     |
| Sitzverteilung Ratswahl 13.09.2020 DorstenInsgesamt 44 Sitze - Linke: 1 - SPD: 8 - PARTEI: 2 - Grüne: 6 - CDU: 23 - FDP: 1 - AfD: 3 |         |          |          |          |              |              |     |

| Partei | Kandidat*                 | Stimmen | % (2020) |
| --- | ------------------------- | ------- | -------- |
| CDU | Stockhoff, Tobias         | 25.778  | 76,9 %   |
| Bündnis 90/Die Grünen | Hagemann, Mauritz         | 4.491   | 13,4 %   |
| AfD | Bühne, Marco              | 1.820   | 5,4 %    |
| Die PARTEI | Rodriguez Garcia, Simon   | 1.428   | 4,3 %    |
| Gültige Stimmen | Gültige Stimmen           | 33.517  |          |
| Ungültige Stimmen | Ungültige Stimmen         | 420     |          |
| Stimmen Insgesamt | Stimmen Insgesamt         | 33.937  |          |
| Wahlberechtigte Insgesamt | Wahlberechtigte Insgesamt | 62.359  | 54,4 %   |
| Bürgermeisterwahl* 13.09.2020 DorstenWahlbeteiligung von 54,4 % 80706050403020100 76,9 %13,4 %5,4 %4,3 % CDUaGrünebAfDcPARTEIdAnmerkungen:a Stockhoff, Tobiasb Hagemann, Mauritzc Bühne, Marcod Rodriguez Garcia, Simon |                           |         |          |

### Bürgermeister
Die ersten mit Namen bekannten Bürgermeister der Stadt Dorsten waren Johannes Dunnepeper und Arnoldus v. Erle aus dem Jahr 1297. Derzeitiger hauptamtlicher Bürgermeister ist Tobias Stockhoff (CDU). Er setzte sich am 15. Juni 2014 in einer Stichwahl mit 61,6 % der Stimmen gegen seinen Mitbewerber Michael Baune (SPD) durch. Im 1. Wahlgang am 25. Mai 2014 erhielt Stockhoff bereits 49,3 % der Stimmen und scheiterte nur knapp an der absoluten Mehrheit. Tobias Stockhoff ist der Nachfolger von Lambert Lütkenhorst (CDU), der erstmals bei der Kommunalwahl 1999 in einer Stichwahl mit 61,3 % der Stimmen gewählt und bei den Kommunalwahlen 2004 (64,3 % der Stimmen) und 2009 (55 %) in seinem Amt bestätigt wurde.
Bei der Wahl des Bürgermeisters am 13. September 2020 gewann der Amtsinhaber Tobias Stockhoff (CDU) mit 76,91 % bei einer Wahlbeteiligung von 54,42 %.

### Finanzen
Die Schulden der Stadt Dorsten lagen zum 31. Dezember 2021 bei 237.842.222 Euro. Dies entspricht einer Pro-Kopf-Verschuldung von 3.193 Euro je Einwohner. Somit sind die Gesamtschulden der Stadt, wie auch die Schulden pro Einwohner in den vergangenen 10 Jahren stark zurückgegangen. Als eine der ersten Kommunen in Deutschland hat die Stadt Dorsten für den Bereich der städtischen Finanzen freiwillig eine „Nachhaltigkeitssatzung“ eingeführt, über die die Stadt anstrebt, ihren Haushalt zu sanieren und die Realsteuerhebesätze zu begrenzen.

### Wappen
| Wappen der Stadt Dorsten | Blasonierung: „In Silber ein durchgehendes schwarzes Hochkreuz, das mit einem aufgerichteten goldenen Schlüssel mit nach links gewendetem Bart belegt ist.“ |
| Wappen der Stadt Dorsten | Wappenbegründung: Das schwarze Kreuz steht für die territoriale Zugehörigkeit zu Kurköln im Verbunde des Vest Recklinghausen. Der goldene Schlüssel auf dem Kreuz ist ein Hinweis auf die kirchliche Zugehörigkeit zum Erzbistum Köln, denn dessen Patron war zu damaliger Zeit St. Petrus. Mit der Neuordnung der Grenzen der Bistümer als Nachwirken der Napoleonischen Zeit ging Dorsten 1821 durch die Zirkumskriptionsbulle vom Erzbistum Köln über an das Bistum Münster, welches allerdings als Suffragandiözese dem Erzbistum Köln untergeordnet ist. |

### Städtepartnerschaften
Dorsten pflegt mit acht Städten Partnerschaften. Viele dieser Städtepartnerschaften entstanden aus langjährigen persönlichen und kirchlichen Kontakten zwischen den Partnerstädten. So begründet sich die Partnerschaft mit dem polnischen Rybnik durch die schlesischen Bergarbeiter, die Anfang des 20. Jahrhunderts nach Dorsten kamen, um in den Zechen zu arbeiten. Ein vom Künstler Hermann Kunkler gestalteter Brunnen mit den Wappen der Partnerstädte wurde 1992 im Stadtteil Holsterhausen errichtet.
| - Crawley, Vereinigtes Königreich (1973) - Dormans, Frankreich (1981) - Waslala, Nicaragua (1984) | - Ernée, Frankreich (1985) - Newtownabbey, Vereinigtes Königreich (1988) - Hainichen, Deutschland (1990) | - Rybnik, Polen (1994) - Hod haScharon, Israel (1994) |

Die Jahreszahl in den Klammern bezeichnet den Beginn der Partnerschaft

## Kultur und Sehenswürdigkeiten

### Museen

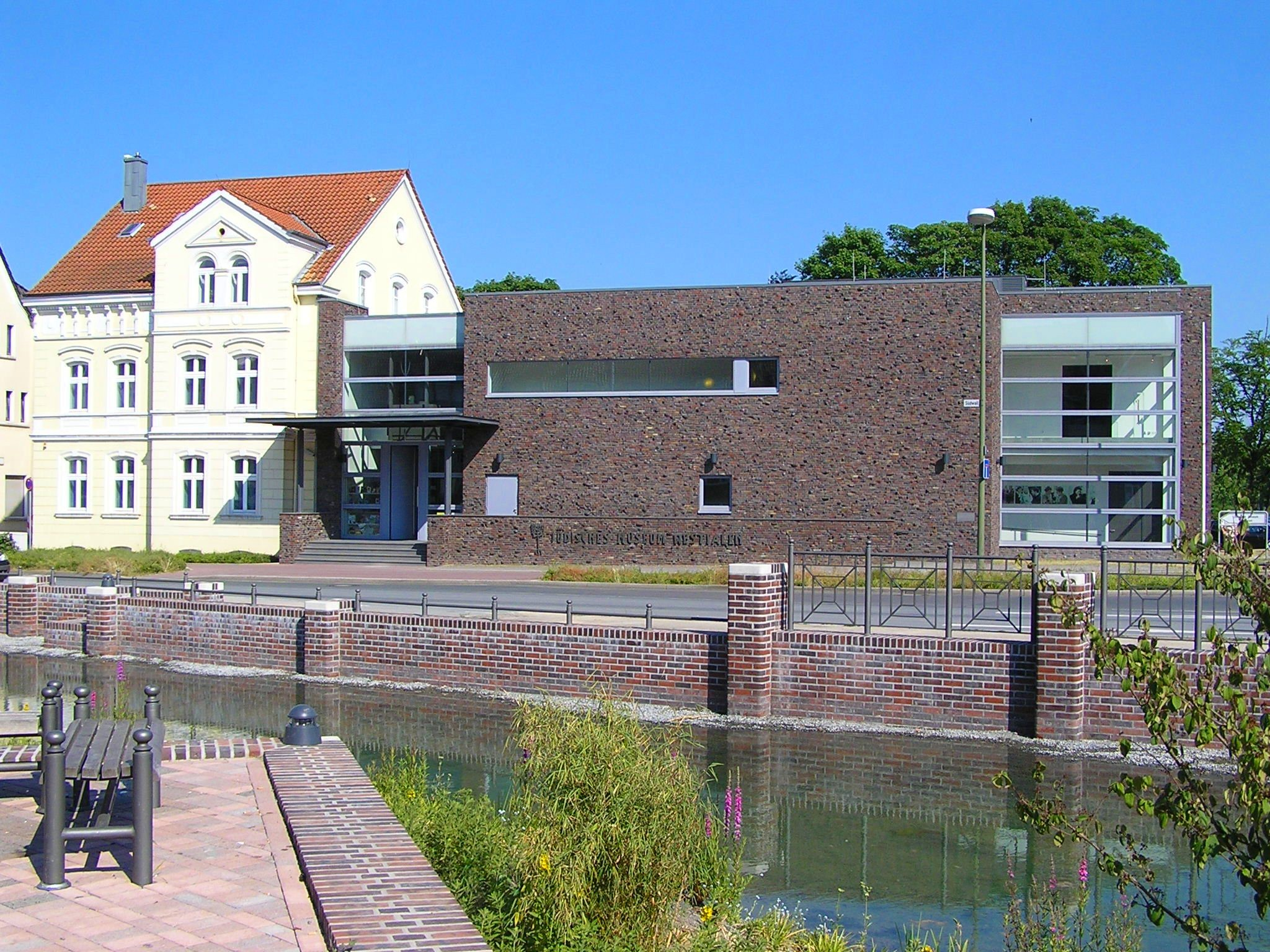
Jüdisches Museum Westfalen

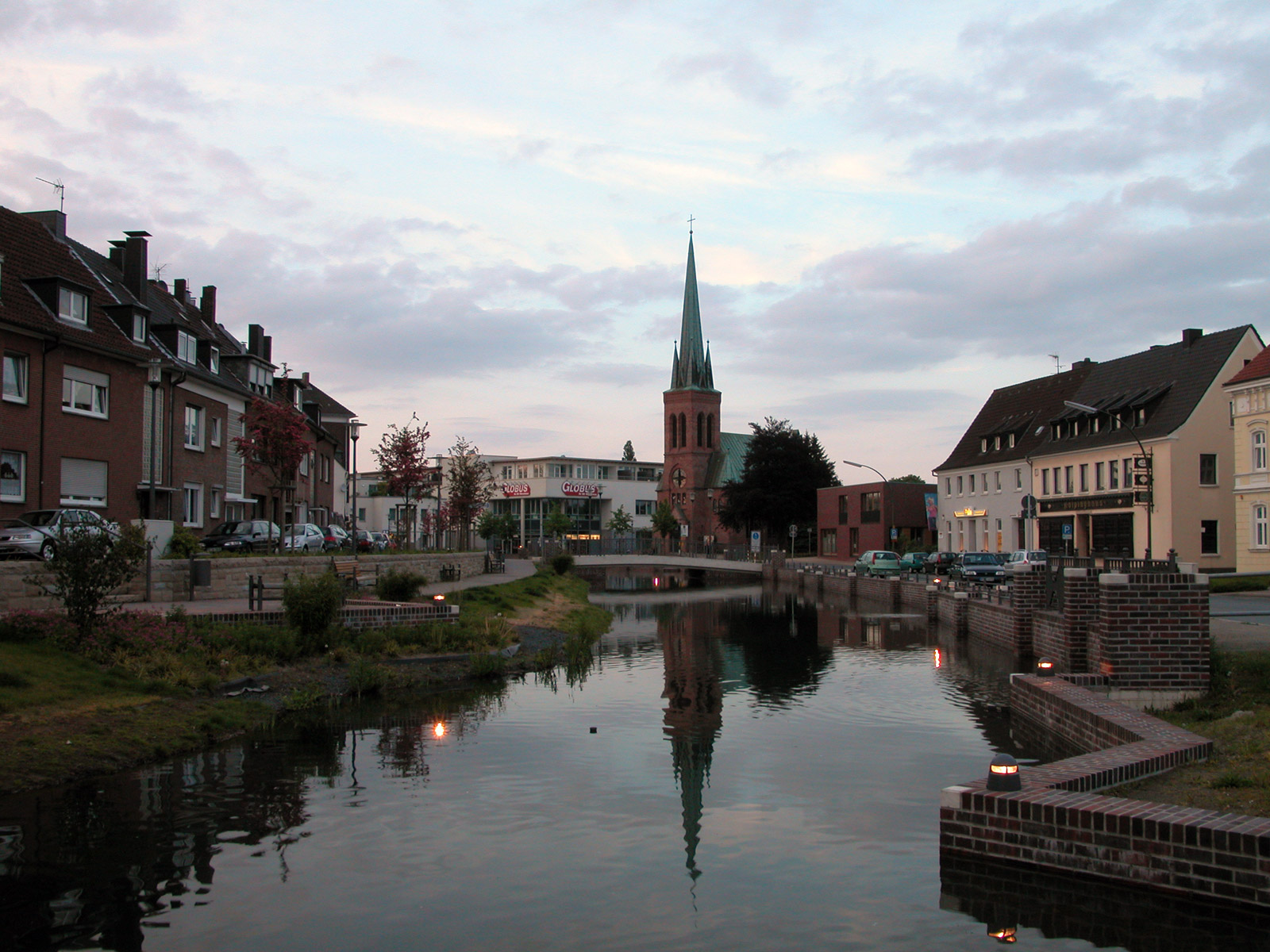
Rekonstruktion (Interpretation) der Wall- und Grabenanlagen am Ostgraben

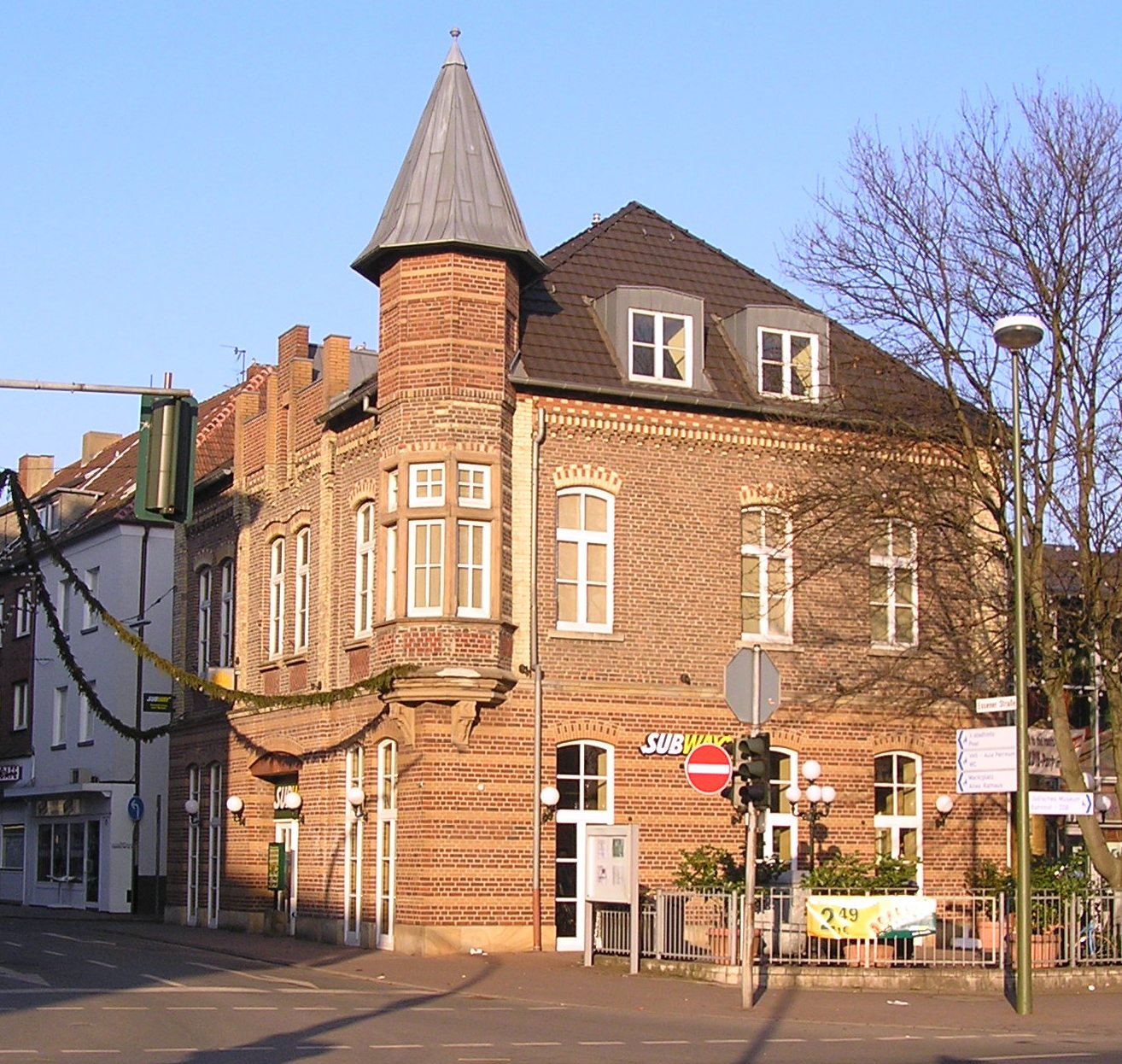
Haus am Essener Tor

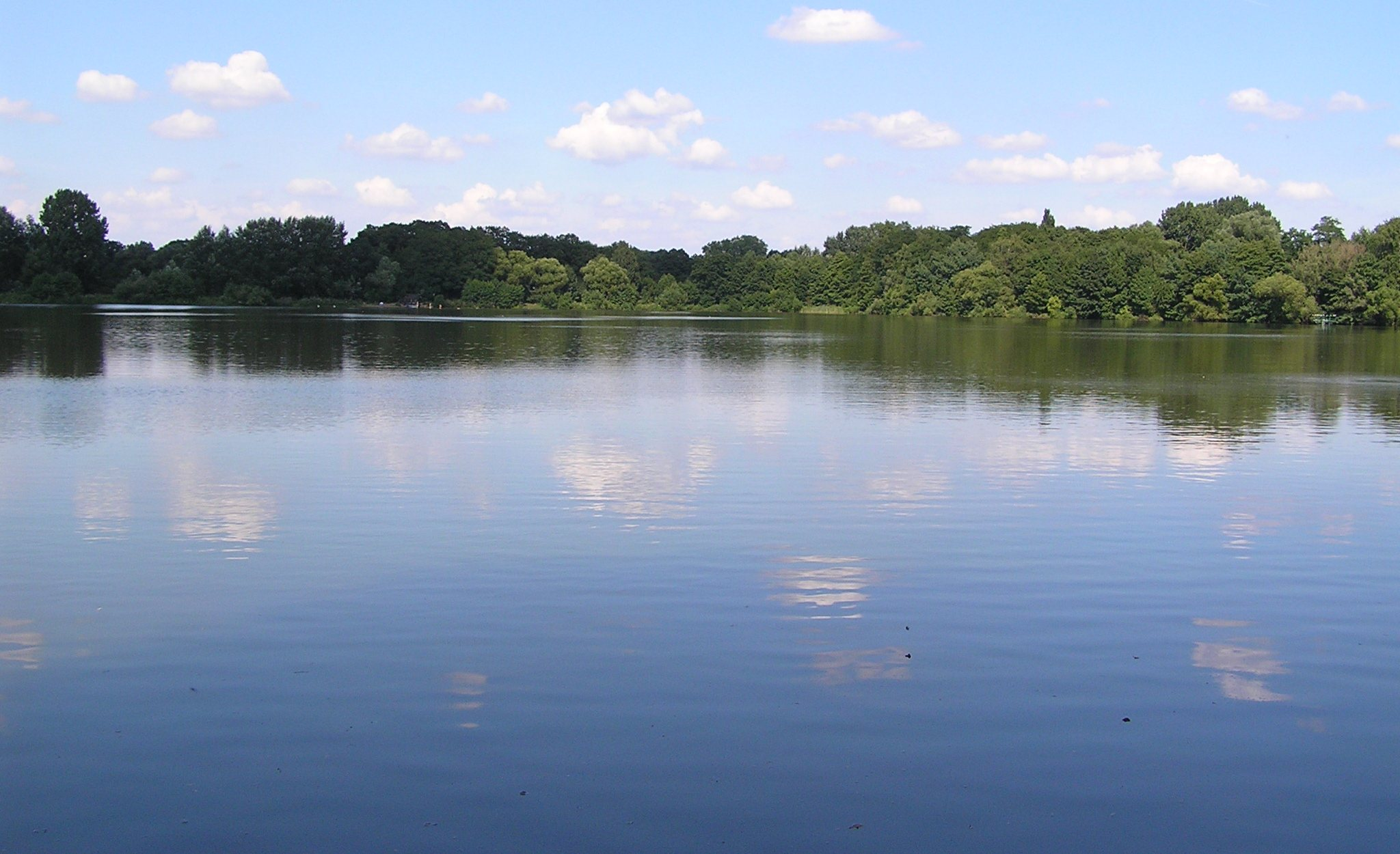
Blauer See

Die bedeutendsten Museen in Dorsten sind zum einen das Jüdische Museum Westfalen östlich von der Altstadt und das Heimatmuseum des Heimatvereins Lembeck, welches im Schloss Lembeck untergebracht ist.
Das Jüdische Museum Westfalen dokumentiert in seiner Dauerausstellung die Geschichte der westfälischen Juden vom Mittelalter bis in die Gegenwart anhand von beispielhaften Lebensläufen. Das Museum (Julius-Ambrunn-Str. 1) wurde 1992 eröffnet und 2001 um einen modernen Anbau erweitert.
Das Heimatmuseum des Heimatvereins Lembeck befindet sich im Dachgeschoss des Schloss Lembeck und zeigt archäologische Funde sowie Spuren des Arbeitslebens aus Handwerk, Landwirtschaft und Schiffbaukunst.
Die fast 400 Jahre alte Tüshaus-Mühle in Dorsten-Deuten ist ein technisches Kulturdenkmal und verfügt über ein kleines Museum. Die einzige voll funktionsfähige Wassermühle Nordrhein-Westfalens wurde ab 1615 als Walkmühle und bis ins 20. Jahrhundert als Ölmühle genutzt. Der Betrieb als Getreidemühle wurde erst 1970 aufgegeben.
Bis zum Zweiten Weltkrieg gab es in Dorsten eine herausragende Sammlung der Franziskaner, das größte Völkerkundemuseum Westfalens. Heute befindet sich die Sammlung im Forum der Völker in Werl, das aber seit 2019 geschlossen ist.

### Ordens- und Kultureinrichtungen
Herausragend für Dorsten sind die Orden der Franziskaner und der Ursulinen, welche seit 1488 bzw. 1699 Klöster in der Altstadt haben. Hinzu kommen die Unbeschuhten Karmelitinnen, die seit einigen Jahren ein Kloster in Lembeck besitzen. Sie werden allerdings im Laufe des Jahres 2013 das Kloster auflösen und nach Hannover umsiedeln. Im frühen 20. Jahrhundert gab es in Dorsten eine Philosophisch-Theologische Hochschule der Franziskaner, die nach dem Zweiten Weltkrieg nicht weiter fortgeführt wurde. Sie war die einzige Hochschule in der weiteren Region Rhein-Ruhr. Bis zum Zweiten Weltkrieg lag zwischen Lippe und Kanal der Maria Lindenhof, eine ehemalige Versorgungsinstitution der Barmherzigen Brüder von Montabaur für behinderte Menschen. Die Aktion T4 beendete die Existenz dieser Einrichtung, nachdem die Pflegepatienten derselben abtransportiert und getötet worden sind. Heute steht dort der Neubaukomplex des Gymnasium Petrinum und der VHS, das Stadtarchiv und die Stadtbücherei. Die Bibliothek verfügt über etwa 90.000 Bücher und Medien. Auf dem Gelände Maria Lindenhof befindet sich außerdem ein Altenpflegeheim, das Erlebnisbad Atlantis, der Olymp-Sportpark, eine Eissporthalle sowie ein kleiner Freizeitpark.

### Bauwerke

#### Bauwerke in der Altstadt
Die ehemalige Fachwerkstadt Dorsten hat unter der Bombardierung am Ende des Zweiten Weltkrieges (22. März 1945) sehr stark gelitten, so dass fast alle herausragenden Bauwerke verschwunden sind. Dazu zählen die ehemaligen Bauwerke des Franziskanerklosters (Klosterkirche, Konventsgebäude etc.), die ehemaligen Bauwerke des 1699 erbauten Ursulinenklosters mit seiner barocken Klosterkirche oder der „Drubbel“, eine Fachwerkzeile auf der Lippestraße.
Einzig in der Altstadt noch erhalten sind Teile der Stadtmauer entlang der Straßen Westgraben, Südgraben und Ostgraben, die Waage (Altes Rathaus) am Marktplatz, wenige Teile der Inneneinrichtung der St.-Agatha-Kirche und ein Fachwerkhaus an der Ecke Ostwall / Kappusstiege.
Das ursprüngliche, im Jahr 1699 gegründete Ursulinenkloster ist heute weitgehend durch Neubauten ersetzt. Das Franziskanerkloster St. Anna mit Nebenbauten ist nach dem Krieg neu erbaut worden, der ganze Komplex wurde 1976 für ein Kaufhaus komplett abgerissen und wenig später an gleicher Stelle erheblich kleiner neu aufgebaut.
Die Johanneskirche, die die erste evangelische Kirche des einst katholischen Dorstens war, ist im Osten der Altstadt zu finden. Die Gottesdienste der 1853 gegründeten evangelischen Gemeinde fanden vor der Einweihung des Sakralbaus im Jahr 1890 in einer umgebauten Scheune eines Gasthofes statt, der sich in der heutigen Suitbertusstraße befand.
1962 wurde an der Ostseite des Marktplatzes an der Stelle einer ehemaligen Pferdetränke ein von der Künstlerin Tisa von der Schulenburg gestalteter Brunnen aufgestellt. Auf etwa 30 steinernen Reliefs erfährt man die Geschichte Dorstens in Wort und Bild. An der Westseite steht seit 1998 ein vom Künstler Bonifatius Stirnberg geschaffener Brunnen, der mit beweglichen Figuren vier Stationen der Stadtgeschichte erzählt.
Die Wassergräben der Graben- und Wallanlagen sind zwischen Ostgraben und Südgraben 2002 beziehungsweise 2005 wieder errichtet worden und werten das Stadtbild rund um den Platz der Deutschen Einheit am Recklinghäuser Tor auf. Zwei noch bestehende Wehrtürme stehen am Westgraben und dienen als Wohnhaus beziehungsweise als Gedenkstätte für die gefallenen Soldaten seit dem Dreißigjährigen Krieg bis zum Zweiten Weltkrieg.

#### Bauwerke außerhalb der Altstadt

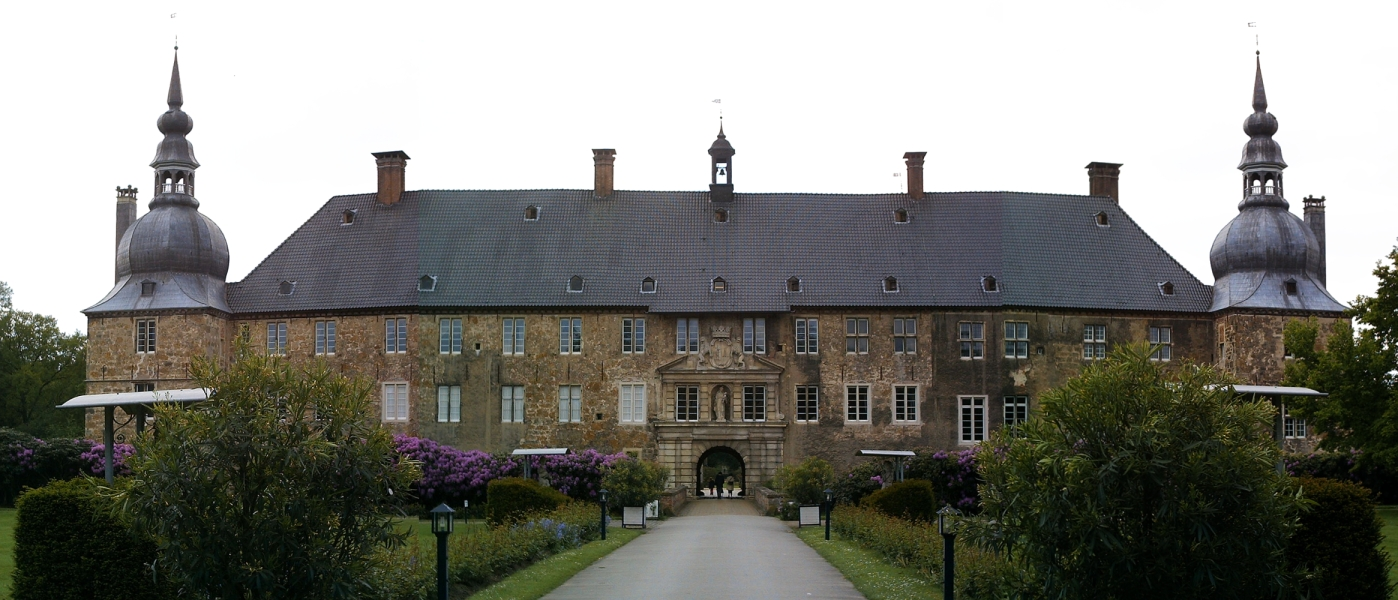
Schloss Lembeck

Im Stadtteil Lembeck befindet sich die Karmelkapelle von Johann Conrad Schlaun und das Schloss Lembeck, westlich von Holsterhausen das Landgut Haus Hagenbeck und in Deuten die Tüshaus-Mühle. In Hervest-Dorsten befindet sich die St.-Paulus-Kirche, dessen Ursprünge bereits im ersten Jahrtausend liegen. Im Stadtteil Dorsten-Hardt steht die katholische Kirche St. Nikolaus, die 1964 in modernem Stil gebaut wurde. Im Stadtteil Hervest befinden sich die Reste des ehemaligen Bergwerks Fürst Leopold.

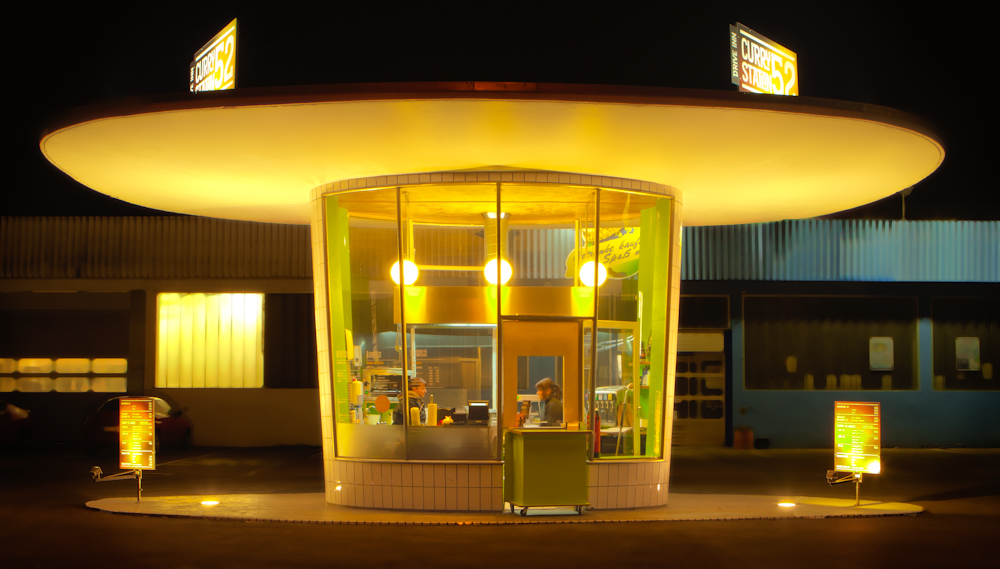
Denkmalgeschützte Tankstelle, heute ein Schnellimbiss

Im Jahr 2011 wurde das denkmalgeschützte Tankstellenhaus aus den 1950er Jahren im Stadtteil Feldmark an der Bochumer Straße renoviert. Seitdem befindet sich hier ein Schnellimbiss.
Ein Planetenweg erstreckt sich 3,2 km entlang des Wesel-Datteln-Kanals. Der Startpunkt mit dem Sonnenmodell befindet sich zentral bei der Hochstadenbrücke. Das Modell des Sonnensystems im Maßstab 1:1,4 Mrd. trägt die Bezeichnung Planetenufer.

### Sport

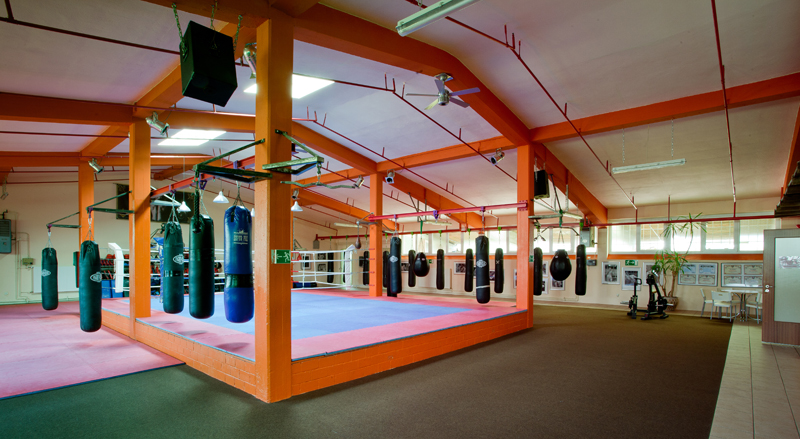
Boxbereich der Workers Hall Sports Society E.V.

Überregional bekannt sind die Tanzsportvereine „TSZ Royal Wulfen e. V.“, der in der Bundesliga, bei Deutschen Meisterschaften im Jazz und Modern Dance und bei Standard- und Lateinamerikanischen Tänzen seit Mitte der 1990er Jahre Erfolge hat, sowie der TTH Dorsten, dessen Lateinformation seit 20 Jahren ununterbrochen in der 1. oder 2. Bundesliga tanzt und der 2008 die Deutschen Meister HGR II S-Latein stellte.
Die 1. Herrenmannschaft des Basketballvereins BSV Wulfen schaffte, nachdem sie von 1987 bis 2010 mit nur einjähriger Unterbrechung in der höchsten westdeutschen Basketballliga, der 1. Regionalliga West, gespielt hatte, 2010 erstmals den Aufstieg in die 2. Bundesliga. Seit der Saison 2010/11 spielt der BSV in der Nordstaffel der 2. Bundesliga Pro B. Seine Heimspiele trägt der BSV Wulfen in der Sporthalle der Gesamtschule Wulfen aus. Jeden zweiten Samstag verfolgen im Schnitt 500 Zuschauer die Spiele im Dorstener Norden.
Die 1. Herrenmannschaft der BG Dorsten spielte seit Jahren konstant in der höchsten westdeutschen Spielklasse, der 1. Regionalliga. Im Jahr 2011 stieg die Mannschaft in die 2. Bundesliga auf. In der Staffel Pro B Nord erreichte sie in der Premierensaison den 6. Platz und die 1. Play-off-Runde. Die BG Dorsten trägt ihre Heimspiele in der Juliushalle im Stadtteil Holsterhausen aus.
Die Damenmannschaft des Basketballvereins BG Dorsten spielte früher in der Damen-Basketball-Bundesliga (DBBL). Sie gewann 2004 die Deutsche Pokalmeisterschaft und verfehlte im selben Jahr nur knapp die Bundesliga-Meisterschaft. Die BG Dorsten spielte zudem im Europapokal der Damen. In der Saison 2019/20 startet die Damenmannschaft in der Landesliga.
Die Ruderer des Ruderverein Dorstens gewannen von 1988 bis 1996 sechs Weltmeistertitel im Deutschland-Achter und erreichten darüber hinaus Silber, Bronze und einen 4. Platz bei Olympischen Spielen. Wolfgang Klapheck, Dirk Balster und Thorsten Streppelhof gewannen außerdem in Renngemeinschaften 14 Titel bei Deutschen Meisterschaften.
In Dorsten-Hervest befindet sich zwischen Lippe und Wesel-Datteln-Kanal der Dorstener-Motor-Yacht-Club e. V. 1973, der neben den zwei vorhandenen Marinas bis 2003 den einzigen Yachthafen am Wesel-Datteln-Kanal stellte und mit viel Engagement, wie Bootsparaden, Kutterfahrten, Vorführungen etc., schon zahlreiche Veranstaltungen der Stadt Dorsten begleitet hat. Ab 2003 gibt es in Dorsten einen zweiten Sportboothafen/Yachthafen, die Hanse Marina Dorsten. Hier ist die Stadtnähe, Gastliegerfreundlichkeit und der Service wie Waschmaschine, Trockner, Gasverkauf und Bootsausrüster mit Werkstatt für die Sportbootfahrer hervorzuheben. Zusätzlich befindet sich ein kostenloser Anleger (72 h) für Sportbootfahrer an der Liegestelle Dorsten.
Seit 1931 ist der Luftsportverein Dorsten e. V. in Dorsten ansässig. Auf dem Segelfluggelände Dorsten-Am Kanal am Wesel-Datteln-Kanal in unmittelbarer Nähe zum Stadtkern findet alle zwei Jahre ein Flugtag statt. Der Flugplatz ist ein beliebtes Ausflugsziel für Radfahrer.
Im Jahr 1975 wurde hier der erste Taekwondo Verein Nordrhein-Westfalens gegründet von Großmeister Yoon Sin-Kil. Yoon wurde für seine Leistung um diesen Sport in Dorsten und seinem Hwarang Taekwondo Verein Dorsten im Januar 2011 bei der Sportlerehrung der Stadt Dorsten und des Stadtsportverbandes mit Gold geehrt.
Der Tae Kwon Do Verein Baek-Ho Wulfen e. V., bekannt für seine Vollkontakt-Wettkämpfer, errang Titel auf Deutschen Meisterschaften sowie internationalen Turnieren und brachte einige Landeskaderathleten hervor.
Im Tischtennissport ist der TTV Hervest-Dorsten eine feste Größe und zudem das Aushängeschild der Lippestadt. Der Landesligist hat Größen wie zum Beispiel die Bundesligaspieler Matthias Schemberg (Düsseldorf) oder Christina Terwellen (Uerdingen) hervorgebracht. 2009 beging der TTV Hervest-Dorsten sein 60-jähriges Vereinsjubiläum.

### Regelmäßige Veranstaltungen
Der jährlich im Mai stattfindende Tiermarkt in Lembeck wird von etwa 100.000 Menschen besucht. Am 1. Mai lädt der Verein der Natur- und Wanderfreunde Dorsten zum Internationalen Volkswandertag ein. Im Juni steht beim dreitägigen Altstadtfest ein Seifenkistenrennen auf dem Kanal im Mittelpunkt. Das Römerfest weist im September auf die römische Vergangenheit des Stadtteils Holsterhausen und das Bergfest auf die Bergbaugeschichte im Stadtteil Hervest hin. In allen Stadtteilen finden über das Jahr verteilt außerdem Schützenfeste statt. Bis zum Jahr 2005 fanden jeweils in der Woche vor Nikolaus die Katharinkirmes und in der Woche von Nikolaus die Nikolauskirmes von Donnerstag bis Sonntag im Lippetal statt, seit 2006 Jahr finden diese Veranstaltungen wegen mangelnder Besucherzahlen nicht mehr statt. Am letzten Wochenende des Monats treffen sich bis zu 3500 Motorradfahrer aus ganz Nordrhein-Westfalen auf Leopold, dem Gelände der stillgelegten Zeche „Fürst Leopold“. Seit 1997 werden in der Weihnachtszeit über vier Wochen die Dreams on Ice veranstaltet, bei denen ein Großteil des Marktplatzes zur Eisfläche umgebaut wird.

### Gastronomie
In Dorsten gibt es zwei Restaurants, die vom Guide Michelin mit Sternen ausgezeichnet sind: Das Restaurant Rosin in Dorsten-Wulfen, das von Frank Rosin betrieben wird (1 Stern), sowie der Goldene Anker von Björn Freitag in der Altstadt (1 Stern).

## Wirtschaft und Infrastruktur
Die Stadt belegte bezüglich des durchschnittlich verfügbaren Einkommens im Jahr 2016 die Rangziffer 276 unter den 396 Gemeinden in Nordrhein-Westfalen. Damit gehört Dorsten zu den einkommensschwächeren Gemeinden des Bundeslandes.

### Wirtschaft

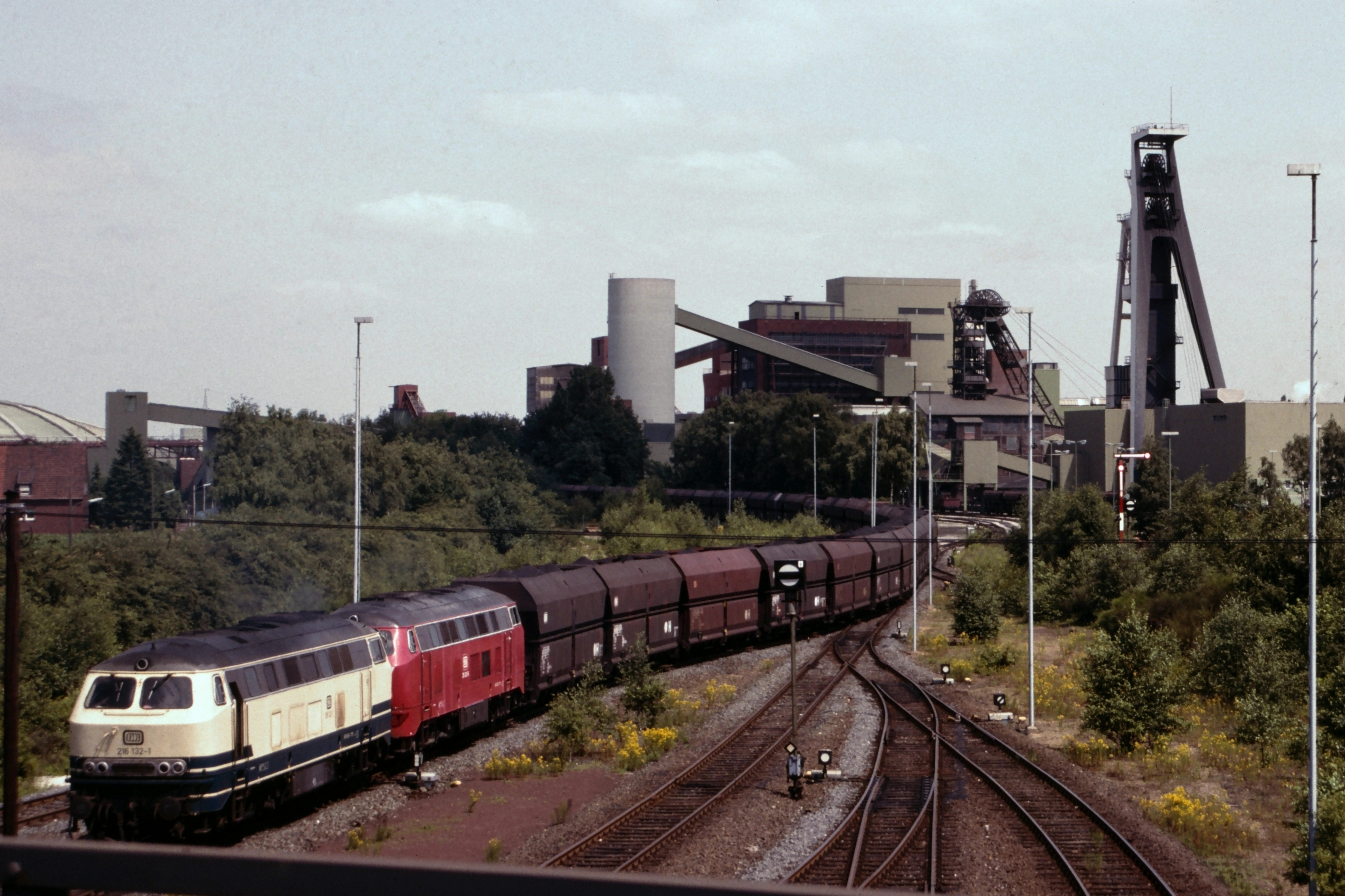
Kohlenzug vor dem ehem. Bergwerk Fürst Leopold (1992)

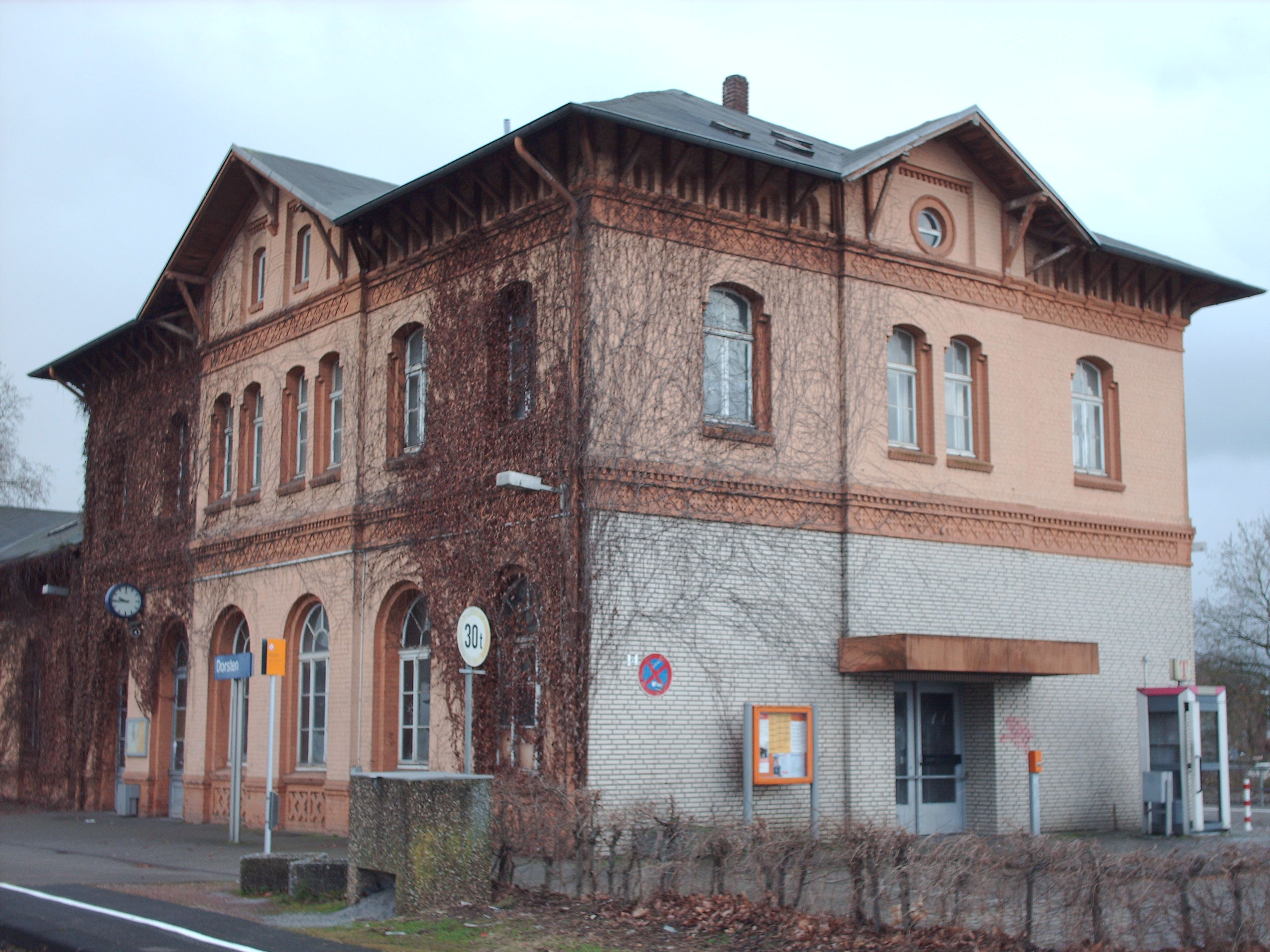
Bahnhof 2008

Neben klassisch industriellen Betrieben wie Metallwerken, Maschinenbauern und Textilfabriken entwickeln sich in Dorsten vor allem Dienstleistungsunternehmen, die Logistikbranche und die Tourismus- und Freizeitwirtschaft. Der Steinkohlebergbau, der insbesondere die Stadtteile Hervest, Holsterhausen und Wulfen im 20. Jahrhundert geprägt hat, wurde 2001 eingestellt. Die Dorstener Drahtwerke, ein mittelständisches Unternehmen aus dem Bereich Metallverarbeitung, beschäftigt weltweit 450 Mitarbeiter, davon 200 in Deutschland.

### Verkehr
Das Stadtgebiet ist durch die Autobahnen A 31, und A 52 sowie die Bundesstraßen B 58, B 224 und B 225 an das überörtliche Verkehrsnetz angeschlossen.
Der Bahnhof Dorsten wird vom Regional-Express RE 14 Emscher-Münsterland-Express und der Regionalbahn RB 43 Emschertal-Bahn bedient. Zwischen Essen und Dorsten verkehrt die Linie RE 14 als Flügelzug – ab Dorsten erfolgt die Abkoppelung und Bedienung der Strecken nach Borken (Westf) und Coesfeld (Westf). Zum nächsten Fernbahnhof Essen Hbf besteht ein 30-Minuten-Takt der Linie RE 14 über Gladbeck West, Bottrop Hbf und Essen-Borbeck. Durchgeführt wird der Schienenpersonennahverkehr auf der Linie RB 43 von der DB Regio, auf der Linie RE 14 von der RheinRuhrBahn. Der Bahnhof Dorsten ist Station auf den Themenrouten 7 und 15 der Route der Industriekultur. Daneben gibt es mit dem Bahnhof Rhade sowie den Haltepunkten Deuten, Hervest-Dorsten, Lembeck und Wulfen (Westf) weitere Schienenverkehrshalte.
Über den östlich der Stadt am Bahnhof gelegenen Busbahnhof wird der Übergang vom Schienenverkehr auf die Buslinien der Vestischen Straßenbahnen GmbH sichergestellt.
| Linie     | Verlauf | Takt (Mo–Fr)                                                    | Betreiber       |
| --------- | --- | --------------------------------------------------------------- | --------------- |
| SB18      | Schermbeck Rathaus – Holsterhausen – Dorsten ZOB In Schermbeck Anschluss an SB21 nach Wesel Bf/Busbahnhof, Weiterfahrt in Dorsten als Linie SB28 nach Gelsenkirchen-Buer | 30 min                                                          | DB Rheinlandbus |
| SB25      | Recklinghausen Hbf – Lohtor – Westviertel – Marl-Steinernkreuz – Marl Mitte – Alt-Marl Riegestr. – Feldmark – Dorsten Willy-Brandt-Ring – Dorsten ZOB | 15 min                                                          | Vestische       |
| SB26      | Dorsten ZOB – Frühförderstelle – Hervest Gewerbegebiet Wenge West – Alt-Wulfen – Barkenberg – Brassert – Marl Mitte | 30 min                                                          | Vestische       |
| SB28      | Gelsenkirchen-Buer Rathaus – Gelsenkirchen-Buer Nord Bf – Gelsenkirchen-Hassel – Oberscholven – Ulfkotte – Feldmark – Dorsten Willy-Brandt-Ring – Dorsten ZOB Weiterfahrt in Dorsten ZOB als Linie SB18 nach Schermbeck                                                                                          | 30 min                                                          | DB Rheinlandbus |
| 188       | Dorsten ZOB – Bottrop-Feldhausen – Gladbeck-Zweckel – Gladbeck West Bf – Gladbeck Goetheplatz – Gladbeck Oberhof Weiterfahrt ab Gladbeck Oberhof als Linie 189 nach Bottrop-Boy und Essen-Karnap. | 60 min                                                          | DB Rheinlandbus |
| 208       | Dorsten ZOB – Paul-Spiegel-Berufskolleg – Hervest – Alt-Wulfen – Wulfener Markt – Handwerkshof | 60 min (nur abends)                                             | Vestische       |
| 274       | Dorsten ZOB – Paul-Spiegel-Berufskolleg – Hervest – Kiebeck – Dorfstraße | 30 min                                                          | Vestische       |
| 276       | Holsterhausen Friedensplatz – Baldursiedlung – Marienviertel – Frühförderstelle – Dorsten ZOB – Hardt St.-Nikolaus-Kirche – Gahlener Str. | 30 min                                                          | Vestische       |
| 278       | Dorsten-Holsterhausen Wennemarstraße – Dorsten ZOB – Dorsten Essener Tor – Hardt – Östrich | 30 min (Holsterhausen–Dorsten ZOB) 60 min (Dorsten ZOB–Östrich) | Vestische       |
| TB279     | Taxibus: Friedhof Hardt – Dorsten Westwall – Dorsten ZOB – Altenzentrum Maria Lindenhof | 60 min                                                          | Vestische       |
| TB292     | Taxibus: Dorsten ZOB – Dorsten In der Miere – Tönsholt | 60 min                                                          | Vestische       |
| 293       | Dorsten ZOB – Holsterhausen – Schermbeck (– Üfte – Raesfeld-Erle) Diese Linie verkehrt nur an Schultagen | einzelne Fahrten                                                | DB Rheinlandbus |
| R21 295   | Dorsten ZOB – Frühförderstelle – Marienviertel – Holsterhausen Baldursiedlung – Deuten Mitte – Deuten – Rhade Rütherweg – Rhade Bf – Rhade Ort – Raesfeld-Erle – Raesfeld – Borken Bf Der Abschnitt Dorsten – Raesfeld-Erle ist VRR-Linie 295; sonn- und feiertags Verkehr nur zwischen Raesfeld-Erle und Borken | 60/120 min                                                      | Westfalenbus    |
| 296 TB296 | In der Miere – Dorsten Essener Tor – Dorsten ZOB – Willy-Brandt-Ring – Feldmark – Altendorf-Ulfkotte (– Marl-Polsum Kirchstr.) Abschnitt Altendorf-Ulfkotte – Marl-Polsum als TaxiBus | 60 min                                                          | Vestische       |
| 297       | Dorsten ZOB – Kirchhellen Schulze-Delitzsch-Str. – Bottrop-St. Antonius Hospital | 60 min                                                          | Vestische       |
| 299       | Schermbeck Rathaus – Gahlen – Besten Schule (– Östrich – Hardt – Dorsten Essener Tor – Dorsten ZOB ) | einzelne Fahrten                                                | DB Rheinlandbus |
| NE3       | Recklinghausen Hbf – Lohtor – Westviertel – Marl-Steinernkreuz – Marl Mitte – Alt-Marl Riegestr. – Feldmark – Dorsten Willy-Brandt-Ring – Dorsten ZOB NachtExpress: In den Nächten von Freitag auf Samstag, Samstag auf Sonntag und vor Feiertagen                                                               | 60 min                                                          | Vestische       |
| NE8       | Dorsten ZOB – Paul-Spiegel-Berufskolleg – Hervest – Alt-Wulfen – Wulfener Markt – Handwerkshof NachtExpress: In den Nächten von Freitag auf Samstag, Samstag auf Sonntag und vor Feiertagen | zwei Fahrten                                                    | Vestische       |

Dorsten ist über den Wesel-Datteln-Kanal an das westdeutsche Kanalnetz angebunden. Im Stadtgebiet gibt es eine Schleuse, einen kleinen Hafen und eine Marina.

### Medien
In Dorsten erscheint unter dem Titel Dorstener Zeitung eine Tageszeitung als Lokalausgabe der Ruhr Nachrichten. Die Westdeutsche Allgemeine Zeitung (WAZ) hatte ebenfalls eine Dorstener Lokalredaktion, diese Lokalausgabe wurde aber im Oktober 2013 eingestellt. Aufgrund der Nähe zum Niederrhein haben auch die Rheinische Post (RP) und die Neue Rhein Zeitung (NRZ) Leser in Dorsten. Die auflagenstärkste Publikation stellt allerdings der Stadtspiegel Dorsten, eine kostenlose Anzeigenzeitung mit wöchentlicher Verteilung, dar, gefolgt vom monatlich erscheinenden kostenlosen Stadtmagazin Lokallust mit einer Gesamtauflage von rund 34.000 Exemplaren.

### Öffentliche Einrichtungen
- Amtsgericht Dorsten
- Freiwillige Feuerwehr Dorsten
- Polizei Dorsten
- St.-Elisabeth-Krankenhaus Dorsten

### Bildungseinrichtungen
| Grundschulen - Agathaschule (Kath. Bek.-Schule) - Albert-Schweitzer-Schule - Antoniusschule - Augustaschule - Barkenbergschule - Bonifatiusschule - Schule Deuten - Don-Bosco-Schule (Lembeck) - Grüne Schule an der Talaue - Kardinal-von-Galen-Schule (Kath. Bek.-Schule) - Maria-Montessori-Schule / Montessori-Campus (Wulfen) - Pestalozzi-Schule - Urbanusschule (Rhade) - Wichernschule - Wilhelm-Lehmbruck-Schule - Wittenbrinkschule (Wulfen) - Jugendverkehrsschule Förderschulen Primarstufe und Sekundarstufe I - Astrid-Lindgren-Schule (Feldmark) - Haldenwang-Schule (Hervest) - Korczak-Schule (Wulfen) - Raoul-Wallenberg-Schule (Feldmark) - Von-Ketteler-Schule (Hervest) - Dependance der Christy-Brown-Schule Herten | Gymnasien - Petrinum (Altstadt) - St. Ursula (Altstadt) Realschulen - Erich-Klausener-Schule (Holsterhausen) - St. Ursula (Hardt) - Gerhart-Hauptmann-Schule (Hervest) - Montessori Reformschule / Montessori-Campus (Wulfen) (ehem. Matthäusschule) Hauptschulen - Dietrich-Bonhoeffer-Schule (Holsterhausen) - Geschwister-Scholl-Schule (Dorsten) - Josefschule (Hervest)- geschlossen (Abriss bis Ende 2008) - Laurentiusschule (Lembeck) - Matthäusschule (Wulfen) Schließung 2011 Gesamtschulen - Gesamtschule Wulfen (Wulfen) - Neue Schule Dorsten (nur Sek I) Fachoberschulen - Paul-Spiegel-Berufskolleg Dorsten (Hervest) | Berufsschulen - Berufskolleg Dorsten (Hervest) - Krankenpflegeschule des St.-Elisabeth-Krankenhaus (Hardt) Abendschulen, Weiterbildung und Volkshochschule - Abendgymnasium Gelsenkirchen, in Gebäuden des Petrinums (Altstadt) - VHS Dorsten, Bildungszentrum Maria Lindenhof (Altstadt) Bibliotheken - Stadtbibliothek Dorsten, Maria Lindenhof - Bibi am See: Bürger- und Schulmediothek Wulfen |

## Persönlichkeiten
Bekannte Persönlichkeiten der Stadt Dorsten umfassen bekannte Sportler wie Dirk Balster, Künstler und Autoren wie Cornelia Funke, Unternehmer wie Bernd Tönjes und viele weitere Persönlichkeiten aus Sport, Kultur, Militär, Politik und Wissenschaft. Eine vollständige Liste, ebenfalls mit Ehrenbürgern und Stadtoberhäuptern, findet sich im Hauptartikel.

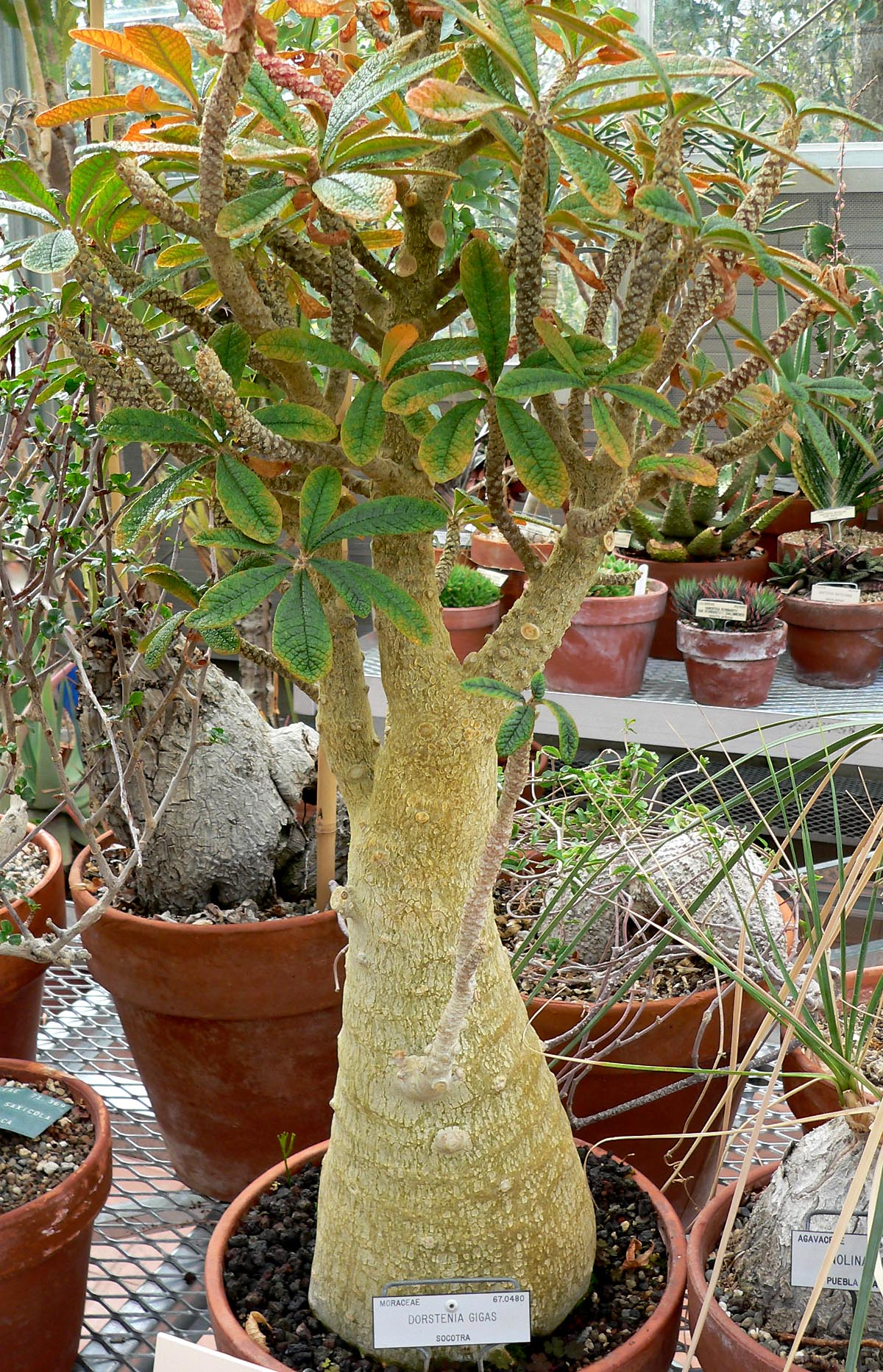
Dorstenia gigas

## Trivia
Die Pflanzengattung der Dorstenien (Dorstenia) aus der Familie der Maulbeergewächse ist nach dem in Dorsten geborenen Botaniker Theodor Dorsten benannt worden.